# Liste der Biografien/Sant
Liste der Biografien |
Portal Biografien |
Personensuche
# |
A |
B |
C |
D |
E |
F |
G |
H |
I |
J |
K |
L |
M |
N |
O |
P |
Q |
R |
S |
T |
U |
V |
W |
X |
Y |
Z |
?
 
Sa |
Sb |
Sc |
Sd |
Se |
Sf |
Sg |
Sh |
Si |
Sj |
Sk |
Sl |
Sm |
Sn |
So |
Sp |
Sq |
Sr |
Ss |
St |
Su |
Sv |
Sw |
Sy |
Sz
 
Saa |
Sab |
Sac |
Sad |
Sae |
Saf |
Sag |
Sah |
Sai |
Saj |
Sak |
Sal |
Sam |
San |
Sao |
Sap |
Saq |
Sar |
Sas |
Sat |
Sau |
Sav |
Saw |
Sax |
Say |
Saz
 
Sana |
Sanb |
Sanc |
Sand |
Sane |
Sanf |
Sang |
Sanh |
Sani |
Sanj |
Sank |
Sanl |
Sanm |
Sann |
Sano |
Sanp |
Sanq |
Sanr |
Sans |
Sant |
Sanu |
Sanv |
Sanw |
Sany |
Sanz
Die Liste der Biografien führt alle Personen auf, die in der deutschsprachigen Wikipedia einen Artikel haben. Dieses ist eine Teilliste mit 824 Einträgen von Personen, deren Namen mit den Buchstaben „Sant“ beginnt.

## Sant
- Sant, Alberto (* 1933), spanischer Radrennfahrer
- Sant, Alfred (* 1948), maltesischer Politiker (PL), MdEP
- Sant, James (1820–1916), britischer Maler
- Sant-Price, Marybeth (* 1995), US-amerikanische Sprinterin
- Sant-Roos, Howard (* 1991), kubanischer Basketballspieler

### Santa
- Santa (* 1991), französische Sängerin, Komponistin und Musikerin
- Santa Ana, Julio de (1934–2023), uruguayischer Befreiungstheologe
- Santa Ana, Muriel (* 1970), argentinische Schauspielerin und Sängerin
- Santa Anna, Antonio López de (1794–1876), mexikanischer General und PolitikerAntonio López de Santa Anna (1794–1876)

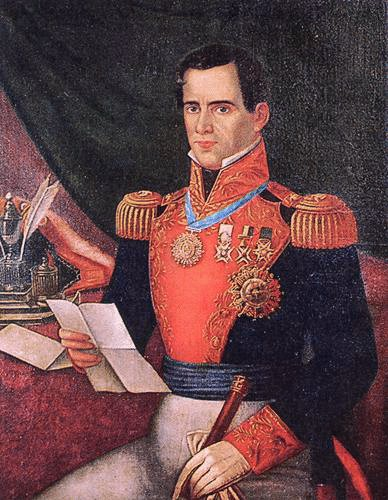
Antonio López de Santa Anna (1794–1876)

- Santa Cecilia, Pedro (* 1984), spanischer Fußballspieler
- Santa Chiara, Giovanni Domenico di (1710–1772), italienischer römisch-katholischer Bischof von Bombay
- Santa Cruz Wilson, Domingo (1899–1987), chilenischer Komponist und Musikpädagoge
- Santa Cruz, Alonso de (1505–1567), spanischer Historiker und Kartograf
- Santa Cruz, Andrés de (1792–1865), Präsident von Peru und Bolivien
- Santa Cruz, Cora (1907–2005), chilenische Pianistin, Sängerin und Schauspielerin
- Santa Cruz, Domingo (1884–1931), argentinischer Bandoneonist, Bandleader und Tangokomponist
- Santa Cruz, Léo (* 1988), mexikanischer Boxer
- Santa Cruz, Roque (* 1981), paraguayischer FußballspielerRoque Santa Cruz (* 1981)

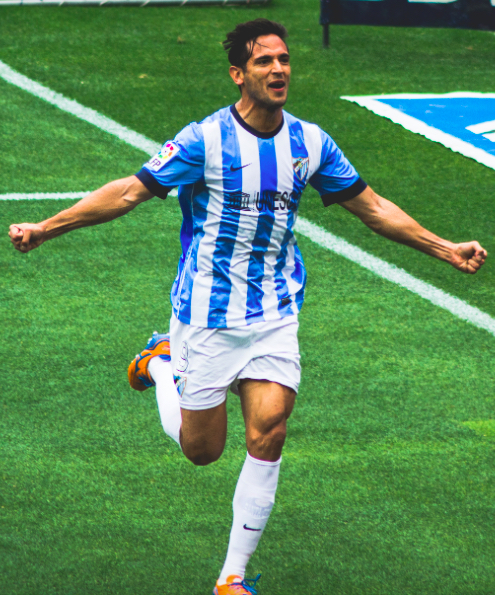
Roque Santa Cruz (* 1981)

- Santa Cruz, Victoria (1922–2014), afroperuanische Choreografin, Komponistin und Aktivistin
- Santa María González, Domingo (1825–1889), chilenischer Politiker und Präsident Chiles
- Santa Maria, Andrés de (1860–1945), kolumbianischer Maler
- Santa María, Manuel (1767–1811), Gouverneur von Nuevo Léon, Aufständischer im Mexikanischen Unabhängigkeitskrieg
- Santa María, Tomás de († 1570), spanischer Dominikaner, Komponist und Musiktheoretiker der Renaissance
- Santa Rita Pintor (1889–1918), portugiesischer Maler
- Santa Rosa, Gilberto (* 1962), puerto-ricanischer Salsa- und Boleromusiker
- Santa Stella (1686–1759), italienische Sopranistin
- Santa, Carlos (* 1978), dominikanischer Sprinter
- Santa, José (* 1970), kolumbianischer Fußballspieler
- Šanta, Josef (1883–1945), tschechoslowakischer sozialdemokratischer Journalist und Politiker sowie Abgeordneter
- Santa, Luigi Della (* 1866), italienischer Fechtmeister
- Santa, Nereida (* 2003), ecuadorianische Hammerwerferin
- Santa, Paula (* 1875), Opernsängerin und Gesangspädagogin
- Santa-Coloma, Eugénie de (1827–1895), französische Komponistin und Sängerin
- Santacaterina, Jackie (* 1987), US-amerikanische Fußballspielerin
- Santacesaria, Armando (* 1971), Schweizer Manager
- Santachiara, Denis (* 1950), italienischer Künstler
- Santacroce, Andrea (1655–1712), italienischer Geistlicher, Apostolischer Nuntius und Kardinal
- Santacroce, Antonio (1599–1641), italienischer Erzbischof und Kardinal
- Santacroce, Antonio (* 1946), sizilianischer Künstler
- Santacroce, Fabiano (* 1986), italienischer Fußballspieler
- Santacroce, Girolamo da († 1556), venezianischer Maler
- Santacroce, Marcello (1619–1674), italienischer Kardinal und Bischof
- Santacroce, Prospero (1514–1589), italienischer Kardinal und Bischof
- Santacruz Londoño, José (1943–1996), kolumbianischer DrogenhändlerJosé Santacruz Londoño (1943–1996)

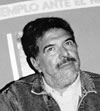
José Santacruz Londoño (1943–1996)

- Santacruz, Bernard (* 1956), französischer Jazzmusiker
- Santacruz, Daniel (* 1976), dominikanischer Sänger und Komponist
- Santacruz, Ivana (* 1996), deutsche Instagram- und Social-Media-Autorin, Model, Tänzerin sowie Influencerin
- Santacruz, Jane de (* 1943), schwedische Sängerin
- Santaeulàlia, Josep Navarro (* 1955), spanischer Schriftsteller katalanischer Sprache
- Santafede, Fabrizio, italienischer Maler
- Santal, Bernard (* 1960), Schweizer Autorennfahrer
- Santala, Jimi (* 1988), finnischer Eishockeyspieler
- Santala, Tommi (* 1979), finnischer Eishockeyspieler
- Santaló, Luis (1911–2001), argentinisch-spanischer Mathematiker
- Santalow, Dmitri Iwanowitsch (* 1996), russischer Handballspieler
- Santalowa, Antonina Witaljewna (* 1999), russische Handballspielerin
- Santamans, Anna (* 1993), französische Schwimmerin
- Santamaría, Abel (1927–1953), kubanischer Revolutionär, Mitkämpfer von Fidel Castro
- Santamaría, Anderson (* 1992), peruanischer Fußballspieler
- Santamaria, Aristodemo (1892–1974), italienischer Fußballspieler
- Santamaria, Baptiste (* 1995), französischer FußballspielerBaptiste Santamaria (* 1995)

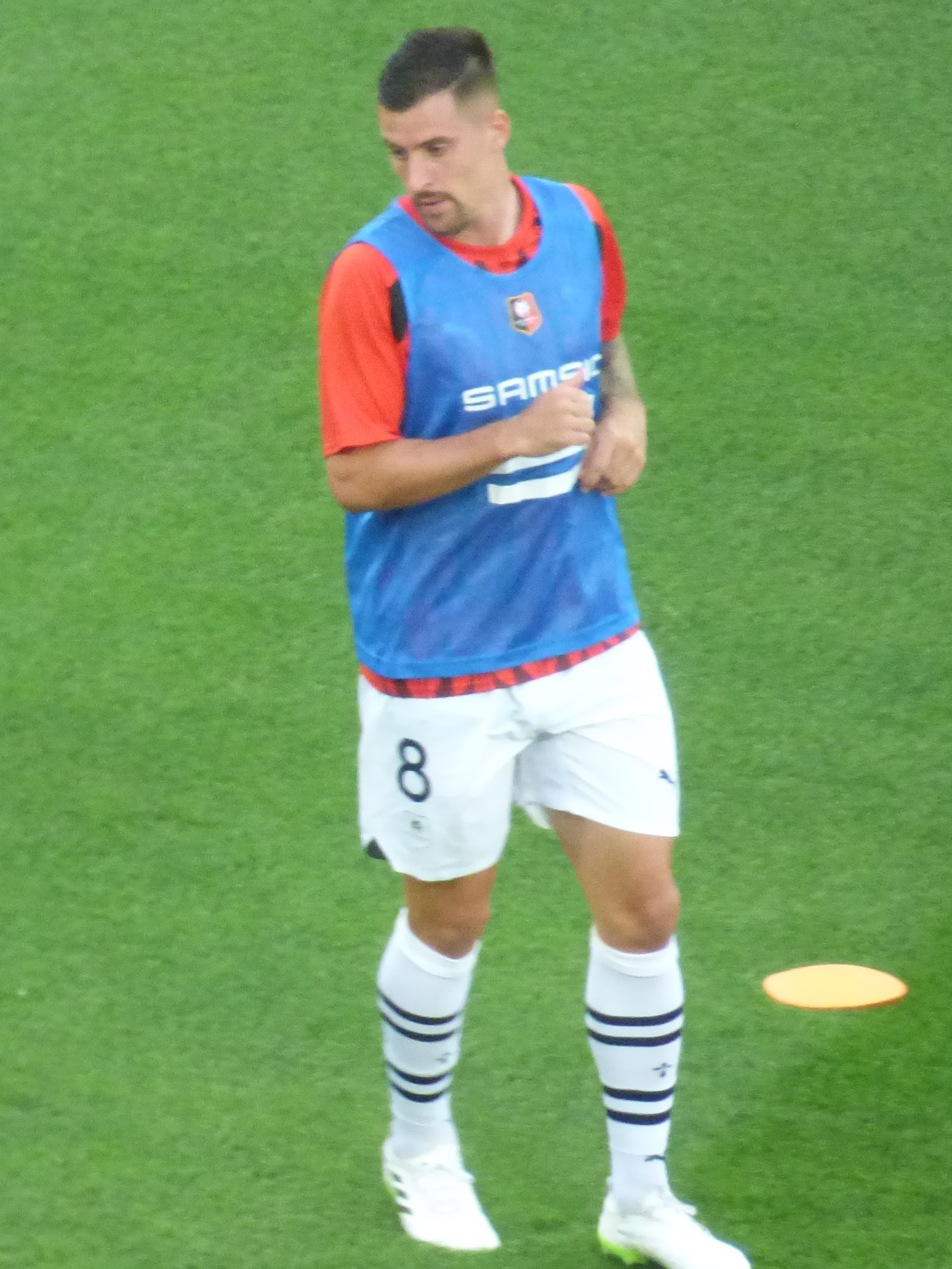
Baptiste Santamaria (* 1995)

- Santamaria, Claudio (* 1974), italienischer Schauspieler
- Santamaría, Eva (* 1971), spanische Popsängerin
- Santamaria, Fabio (* 1993), italienischer Schauspieler
- Santamaría, Gorka (* 1995), spanischer Fußballspieler
- Santamaría, Haydée (1923–1980), kubanische Revolutionärin, Mitkämpferin Fidel Castros
- Santamaría, José (* 1929), uruguayisch-spanischer Fußballspieler und -trainer
- Santamaría, Juan (1831–1856), costa-ricanischer Nationalheld
- Santamaría, Mongo (1922–2003), kubanischer PerkussionistMongo Santamaría (1922–2003)

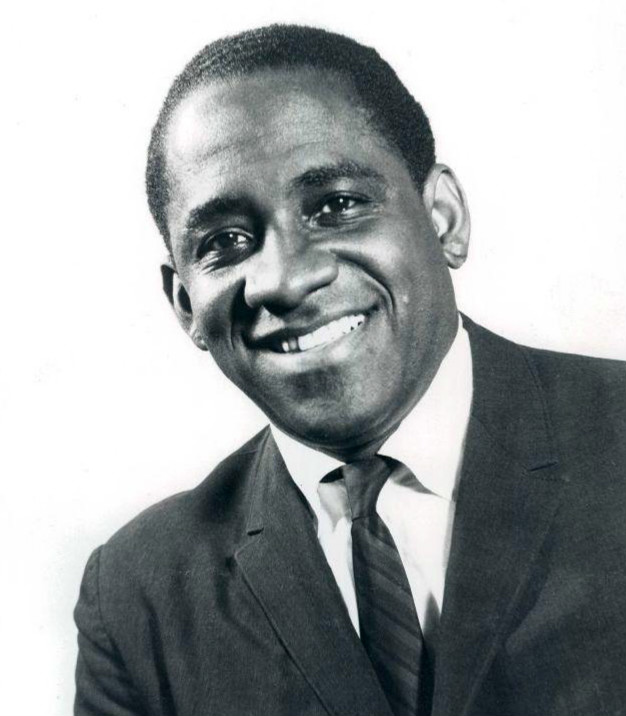
Mongo Santamaría (1922–2003)

- Santamaria, Nathalie (* 1973), französische Sängerin
- Santamaria, Roberto (* 1963), kubanischer Jazz-Musiker und Percussionist
- Santamaria, Sabrina (* 1993), US-amerikanische Tennisspielerin
- Santamaria, Santi (1957–2011), spanischer Koch und Gastronom
- Santamaría, Santiago (1952–2013), argentinischer Fußballspieler
- Santamaria, Silvana (* 1978), deutsch-italienische Regisseurin, Drehbuchautorin und Produzentin
- Santamaría, Williams (1962–2021), peruanischer Politiker
- Santamaria, Yūsuke (* 1971), japanischer Fernsehproduzent und Schauspieler
- Santamarina, J. Carlos, argentinischer Geotechniker
- Santamarina, Luis Pedro (1942–2017), spanischer Radrennfahrer
- Santamarina, Mercedes (1896–1972), argentinische Kunstsammlerin und Mäzenin
- Santambrogio, Giacinto (1945–2012), italienischer Radrennfahrer
- Santambrogio, Mauro (* 1984), italienischer Radrennfahrer
- Santambrogio, Serafino (1914–1979), italienischer Radrennfahrer
- Santana Lopes, Pedro (* 1956), portugiesischer Politiker, MdEP und Premierminister
- Santana Mojica, Nico (* 2002), deutscher Basketballspieler
- Santana Pinto, Gabriel (* 1990), brasilianischer Fußballspieler
- Santana, Adria (1948–2011), kubanische Schauspielerin
- Santana, Altino Ribeiro de (1915–1973), portugiesischer römisch-katholischer Geistlicher, Bischof von Beira
- Santana, Ana de (* 1960), angolanische Dichterin und Schriftstellerin
- Santana, Angel (* 1977), spanisch-rumänischer Basketballspieler
- Santana, Antônio Ederaldo de (* 1975), brasilianischer römisch-katholischer Geistlicher, Bischof von Irecê
- Santana, Aridane (* 1987), spanischer Fußballspieler
- Santana, Armindo Avelino de (1938–2006), brasilianischer Fußballspieler
- Santana, Carlos (* 1947), mexikanischer RockmusikerCarlos Santana (* 1947)

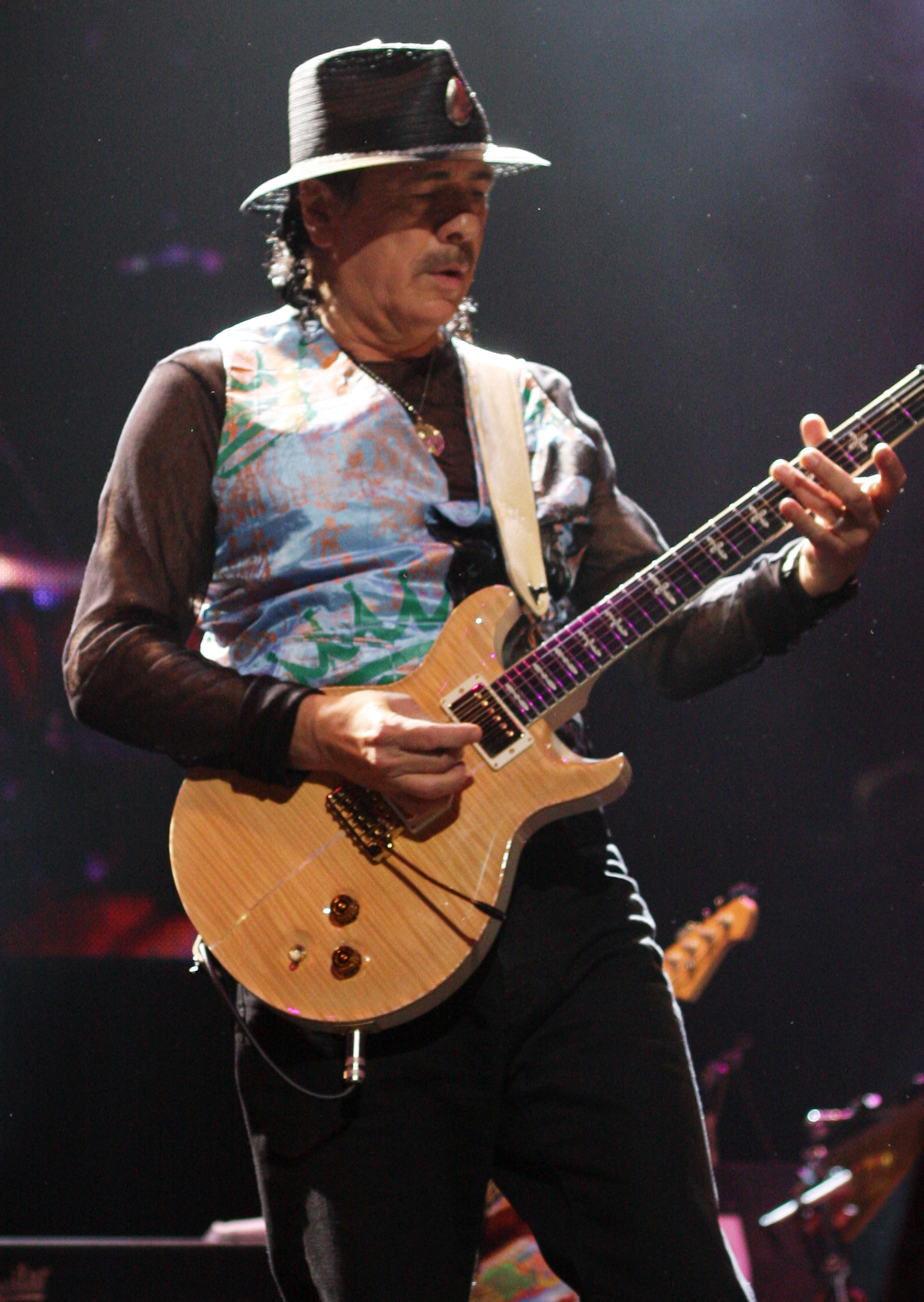
Carlos Santana (* 1947)

- Santana, Cléber (1981–2016), brasilianischer Fußballspieler
- Santana, Daneysha (* 1994), puerto-ricanische Badmintonspielerin
- Santana, Felipe (* 1986), brasilianischer Fußballspieler
- Santana, Francis (1929–2014), dominikanischer Sänger
- Santana, Francisco Antunes (1924–1982), portugiesischer Geistlicher, römisch-katholischer Bischof von Funchal
- Santana, Frantoni, dominikanischer Songwriter
- Santana, George, südafrikanischer Autorennfahrer
- Santana, Graciete (1980–2021), brasilianische Leichtathletin
- Santana, Joaquim (1936–1989), portugiesischer Fußballspieler
- Santana, Joel (* 1948), brasilianischer Fußballspieler und Fußballtrainer
- Santana, Johan (* 1979), venezolanischer Baseballspieler
- Santana, Jonathan (* 1981), argentinisch-paraguayischer Fußballspieler
- Santana, José (* 1999), brasilianischer Leichtathlet
- Santana, Juelz (* 1982), US-amerikanischer Rapper
- Santana, Julio (* 1973), dominikanischer Baseballspieler
- Santana, Lee (* 1959), amerikanischer Lautenist und Komponist
- Santana, Luan (* 1991), brasilianischer Latin-Sänger, Songwriter und Moderator
- Santana, Luis (* 1958), dominikanischer Boxer
- Santana, Manuel (1938–2021), spanischer Tennisspieler und -trainerManuel Santana (1938–2021)

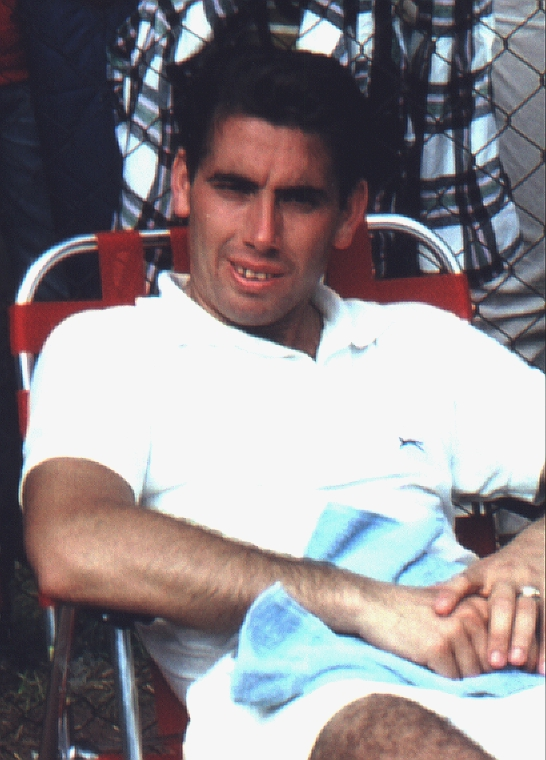
Manuel Santana (1938–2021)

- Santana, Mario (* 1981), argentinischer Fußballspieler
- Santana, Merlin (1976–2002), US-amerikanischer Filmschauspieler und Musiker
- Santana, Michel dos Reis (* 1977), brasilianischer Fußballspieler
- Santana, Nino Konis (1957–1998), timoresischer Freiheitskämpfer
- Santana, Norberto (* 1943), dominikanischer Maler
- Santana, Pedro (1801–1864), dominikanischer Politiker und mehrfach Präsident der Dominikanischen Republik
- Santana, Pedro Henrique Alves (* 2001), brasilianischer Fußballspieler
- Santana, Rodrigo (* 1979), brasilianischer Volleyballspieler
- Santana, Rosa (* 1999), dominikanische Kugelstoßerin
- Santana, Salvador (* 1983), US-amerikanischer MusikerSalvador Santana (* 1983)

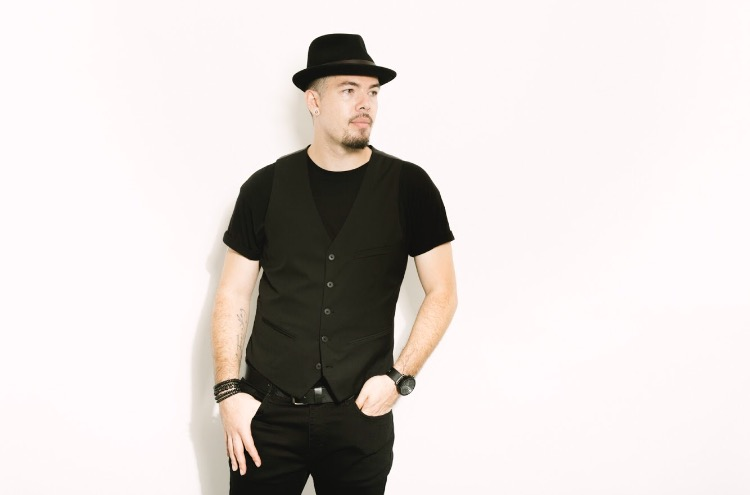
Salvador Santana (* 1983)

- Santana, Sergio (* 1979), mexikanischer Fußballspieler
- Santana, Telê (1931–2006), brasilianischer Fußballspieler und -trainer
- Santana, Thiago Santos (* 1993), brasilianischer Fußballspieler
- Santana, Tito (* 1953), US-amerikanisch-mexikanischer Wrestler
- Santana, Ubaldo (* 1941), venezolanischer Ordensgeistlicher, emeritierter römisch-katholischer Erzbischof von Maracaibo
- Santana, Vasco (1898–1958), portugiesischer Schauspieler
- Santanatalia, Carlos (* 1988), spanischer Eishockeyspieler
- Santanchè, Daniela (* 1961), italienische Politikerin, Mitglied der Camera dei deputati
- Santander Villarubia, Remigio (* 2002), äquatorialguineischer Sprinter
- Santander, Efraín (* 1941), chilenischer Fußballspieler
- Santander, Federico (* 1991), paraguayischer Fußballspieler
- Santander, Francisco de Paula (1792–1840), kolumbianischer Militär und Politiker
- Santander, Kike (* 1960), kolumbianischer Musiker, Komponist und Musikproduzent
- Santander, Rodrigo (* 1959), chilenischer Fußballspieler
- Santandreu Sureda, Jaume (1938–2025), spanischer Priester, Autor und Politiker
- Santángel, Luis de († 1498), spanischer Höfling, Förderer von Christoph Kolumbus
- Santangelo, Alfred E. (1912–1978), US-amerikanischer Jurist und Politiker
- Santangelo, Mara (* 1981), italienische Tennisspielerin
- Santangelo, Matteo, italienischer Astronom
- Santanius, Klaus (* 1958), deutscher Fußballspieler
- Sant’Anna, Agustín (* 1997), uruguayischer Fußballspieler
- Sant’Anna, André (* 1964), brasilianischer Schriftsteller, Performer und Drehbuchautor
- Sant’Anna, Bruno (* 1993), brasilianischer Tennisspieler
- Santanna, Cristine (* 1979), georgische Beachvolleyballspielerin brasilianischer Herkunft
- Sant’Anna, Glória de (1925–2009), portugiesische Dichterin
- Sant’Anna, Guido (* 2005), brasilianischer Geiger
- Sant’Anna, Sérgio (1941–2020), brasilianischer Schriftsteller
- Sant’Anna, Waldyr (1936–2018), brasilianischer Schauspieler, Synchronsprecher und Hörfunkmoderator
- Santaolalla, Gustavo (* 1951), argentinischer KomponistGustavo Santaolalla (* 1951)

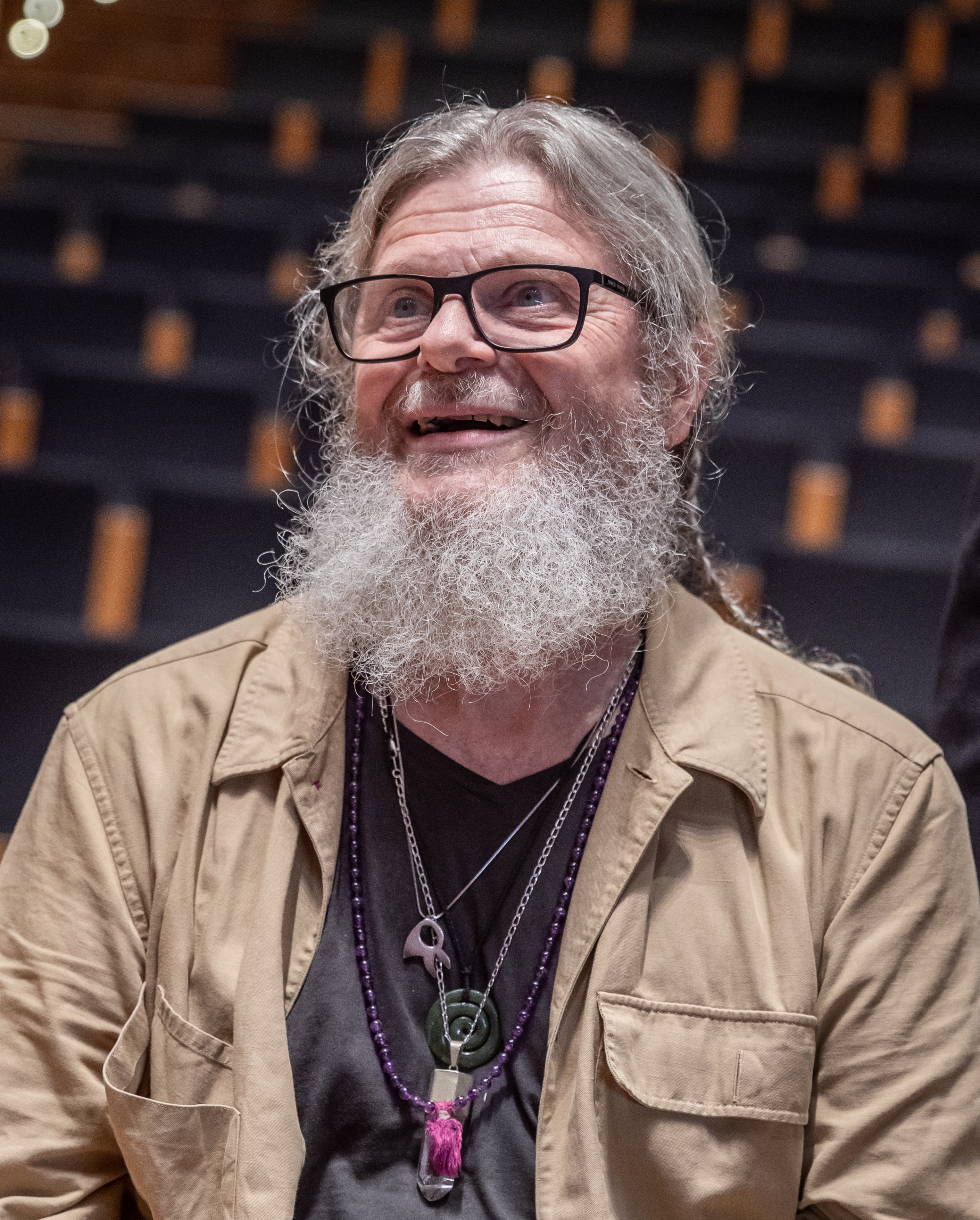
Gustavo Santaolalla (* 1951)

- Santapaola, Nitto (* 1938), sizilianischer Mafioso
- Santaraja, Heorhij (* 1987), ukrainischer Judoka
- Santarelli, Andrea (* 1993), italienischer Degenfechter
- Santarém, João de, portugiesischer Seefahrer und Entdecker
- Santareno, Bernardo (1924–1980), portugiesischer Dramatiker, Übersetzer, Lyriker und Psychiater
- Santaromita, Ivan (* 1984), italienischer Radrennfahrer
- Santarosa, Santorre di (1783–1825), piemontesischer Offizier und Revolutionär
- Santarossa, Hella (* 1949), deutsche Malerin
- Santarossa, Renato (* 1943), italienischer Künstler
- Santarsiero Rosa, Antonio (* 1951), italienischer Ordensgeistlicher, Bischof von Huacho
- Santas, Apostolos (1922–2011), griechischer Widerstandskämpfer
- Santas, Gerasimos Xenophon (1931–2021), US-amerikanischer Philosoph und Philosophiehistoriker
- Santasiere, Anthony (1904–1977), US-amerikanischer Schachspieler
- Šantavec, Jože (* 1942), jugoslawischer Radrennfahrer
- Šantavý, František (1915–1983), tschechischer Chemiker und Pharmazeut
- Santayana, George (1863–1952), spanischer Philosoph und SchriftstellerGeorge Santayana (1863–1952)

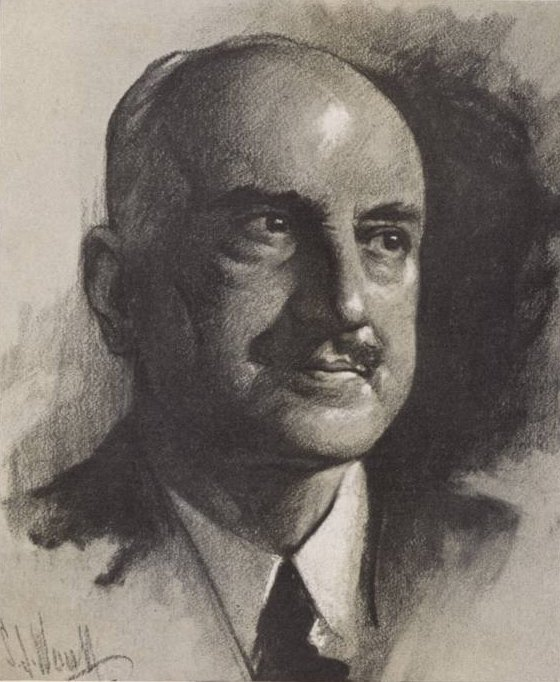
George Santayana (1863–1952)

### Santb
- Santbech, Daniel, niederländischer Astronom und Mathematiker

### Santc
- Santcliment, Francesc, katalanischer Mathematiker

### Sante
- Sante De Sanctis (1862–1935), italienischer Psychiater und Psychologe
- Sante di Apollonio († 1486), italienischer Maler
- Sante, Georg Wilhelm (1896–1984), deutscher Historiker und Archivar
- Sante, Günther (1920–1993), deutscher Politiker (CDU), MdL
- Sante, Hans-Heinrich (1908–1971), deutscher Diplomat
- Sante, Ulrich A. (* 1957), deutscher Diplomat
- Sante, Wilhelm (1886–1961), deutscher Senator in Oldenburg
- Santee, David (* 1957), US-amerikanischer Eiskunstläufer
- Santee, Wes (1932–2010), US-amerikanischer Mittelstreckenläufer
- Šantel, Anton (1845–1920), österreichisch-jugoslawischer Lehrer und Übersetzer
- Šantel, Augusta (1852–1935), österreichische Malerin
- Šantel, Henrietta (1874–1940), österreichisch-slowenische Malerin
- Sant’Elia, Antonio (1888–1916), italienischer Architekt
- Santelices, Macarena (* 1977), chilenische Journalistin und Politikerin
- Santell, Alfred (1895–1981), US-amerikanischer Filmregisseur
- Santella, Maria Luisa (* 1945), italienische Schauspielerin
- Santelli, Giorgio (1897–1985), italienischer Säbelfechter und -trainer
- Santelli, Italo (1866–1945), italienischer Fechter
- Santelli, Ralf (* 1968), deutsch-italienischer Fußballtrainer
- Santelmann, Stephan (* 1965), deutscher Politiker (CDU)Stephan Santelmann (* 1965)

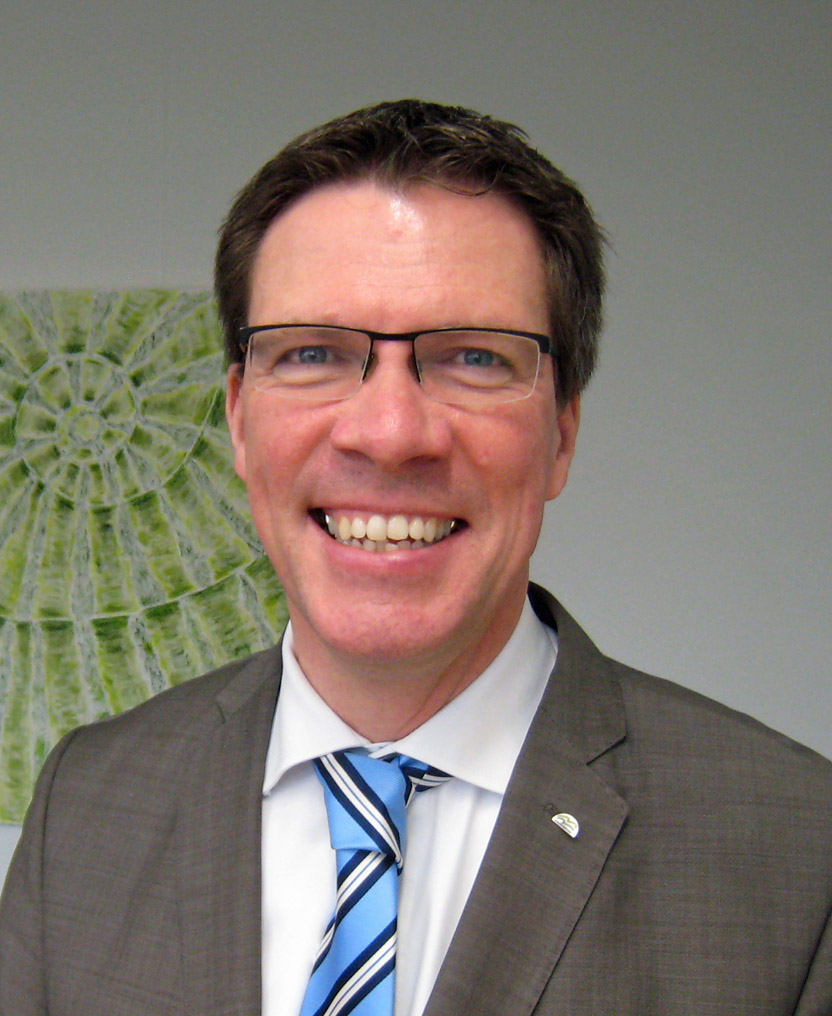
Stephan Santelmann (* 1965)

- Santelmann, Tobias (* 1980), norwegischer Schauspieler
- Santen, Christine van (1931–1984), deutsche Schauspielerin
- Santen, Clara van († 1792), niederländische Tänzerin und Schauspielerin
- Santen, Hieronymus Ibeling von (1752–1836), Jurist und Bürgermeister von Emden
- Santen, Johannes van (1772–1858), alt-katholischer Erzbischof von Utrecht
- Santen, Josef van (1902–1966), deutscher Schauspieler und Regisseur
- Santen, Ludger (* 1969), deutscher theoretischer Physiker und Präsident der Universität des Saarlandes
- Santen, Rutger van (* 1945), niederländischer Chemiker
- Santén, Vendela (* 1978), schwedische Seglerin
- Santer, Benjamin D. (* 1955), US-amerikanischer Klimatologe
- Santer, Georges (* 1952), luxemburgischer Diplomat, Botschafter in Berlin (seit 2012)
- Santer, Ingrid (* 1955), deutsche Kunstturnerin
- Santer, Jacques (* 1937), luxemburgischer Politiker, MdEP und Premierminister von LuxemburgJacques Santer (* 1937)

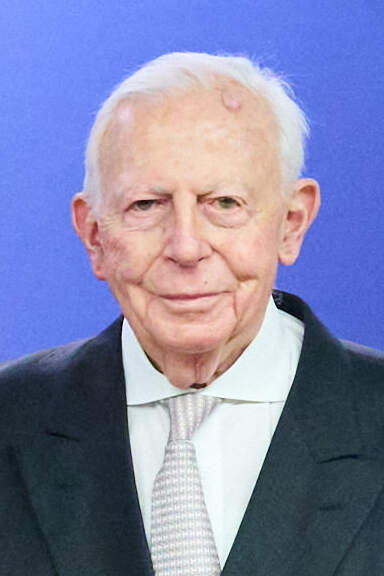
Jacques Santer (* 1937)

- Santer, Jakob Philipp (1756–1809), österreichischer Bildhauer und Architekt
- Santer, Mark (1936–2024), britischer Theologe; Bischof von Birmingham
- Santer, Nathalie (* 1972), italienisch-belgische Biathletin
- Santer, Saskia (* 1977), italienisch-belgische Biathletin
- Santer, Stephanie (* 1981), italienische Skilangläuferin
- Santero, Santiago (* 1962), argentinischer Komponist, Dirigent und Musikpädagoge
- Santerre, Antoine Joseph (1752–1809), Politiker während der Französischen Revolution
- Santesso, Walter (1931–2008), italienischer Schauspieler, Regisseur und Drehbuchautor
- Santesson, Nils (1873–1960), schwedischer Zinngießer, Bildhauer und Schriftsteller
- Santesson, Ninnan (1891–1969), schwedische Bildhauerin und Grafikerin
- Santesteban, Ane (* 1990), spanische Radrennfahrerin
- Santeugini i Montsalvatge, Enric (1894–1978), katalanischer Schlager- und Filmkomponist sowie Saxophonvirtuose
- Santeul, Jean de (1630–1697), französischer Dichter

### Santh
- Sántha, Kálmán (1903–1956), ungarischer Neurologe
- Santhanam, K. (1895–1980), indischer Politiker, Rajya Sabha-Mitglied, Vizegouverneur und Staatsminister

### Santi
- Santi Brugia, Carlos José (1921–1991), italienischer römisch-katholischer Ordensgeistlicher, Bischof von Matagalpa
- Santi Chaiyaphuak (* 1978), thailändischer Fußballspieler
- Santi, Cesare (1939–2015), Schweizer Zollbeamter, Historiker, Genealogist, Ehrenbürger von Soazza
- Santi, Franco (* 1967), san-marinesischer Politiker
- Santi, Giancarlo (1939–2021), italienischer Filmregisseur
- Santi, Giovanni († 1494), italienischer Maler der umbrischen Schule und Vater des Raffael
- Santi, Luis (* 1931), kubanischer Pianist, Sänger und Bandleader
- Santi, Mario (1941–2004), Schweizer Sportmoderator
- Santi, Marlon (* 1976), ecuadorianischer Politiker
- Santi, Nello (1931–2020), italienischer Dirigent
- Santi, Sebastiano (1789–1865), venezianischer Freskenmaler
- Santi, Sophia (* 1981), kanadisches Fotomodell und eine ehemalige PornodarstellerinSophia Santi (* 1981)

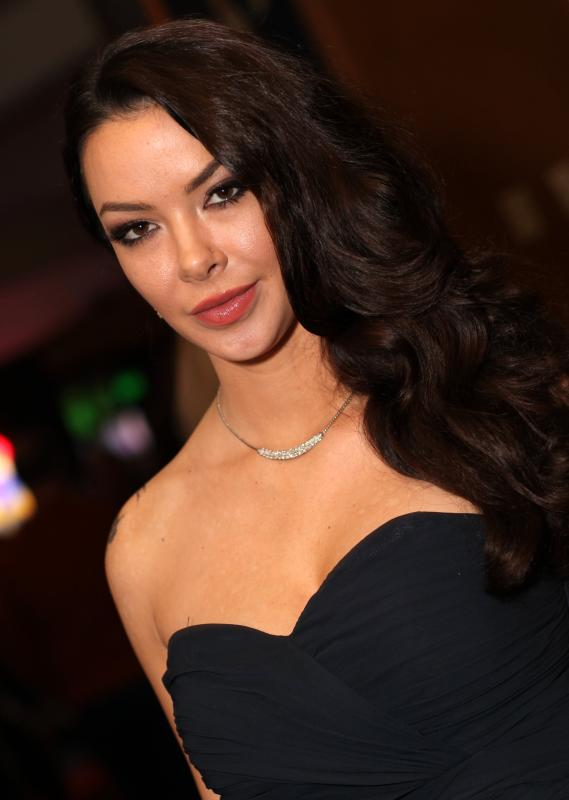
Sophia Santi (* 1981)

- Santiago Concha, José de (1667–1741), Gouverneur von Chile
- Santiago Peyrou, Eugenio (1913–2005), argentinischer Ordensgeistlicher, römisch-katholischer Bischof von Comodoro Rivadavia
- Santiago y Díaz de Mendívil, Fernando de (1910–1994), spanischer Militär und 1976 kommissarisch Ministerpräsident von Spanien
- Santiago, Adalberto (* 1937), puerto-ricanischer Sänger
- Santiago, Anna Maria, US-amerikanische Sozialarbeitswissenschaftlerin und Hochschullehrerin
- Santiago, Cecilia (* 1994), mexikanische Fußballspielerin
- Santiago, Christina (* 1981), US-amerikanisches Model und Schauspielerin
- Santiago, Cirio H. (1936–2008), philippinischer Filmregisseur, -produzent und Drehbuchautor
- Santiago, Claude (1950–2012), französischer Dokumentarfilmer
- Santiago, Daniel (* 1976), puerto-ricanischer Basketballspieler
- Santiago, Daniel (* 2002), kolumbianischer Leichtathlet
- Santiago, Eddie (* 1955), puerto-ricanischer Musiker
- Santiago, Emile (1899–1995), US-amerikanischer Kostümbildner
- Santiago, Enrique (1939–2022), spanischer Bratschist
- Santiago, Freddie (* 1953), puerto-ricanischer Perkussionist
- Santiago, Hilda Elvira (* 1947), kubanische Pianistin, Komponistin, Chorleiterin und Musikpädagogin
- Santiago, Hugo Norberto (* 1954), argentinischer Geistlicher, römisch-katholischer Bischof von San Nicolás de los Arroyos
- Santiago, Ivett, kubanische Fußballschiedsrichterassistentin
- Santiago, Joey (* 1965), US-amerikanischer Gitarrist
- Santiago, José Mauro Ramalho de Alarcón (1925–2019), brasilianischer Geistlicher, römisch-katholischer Bischof von Iguatu
- Santiago, Juan, uruguayischer Fußballspieler
- Santiago, Julius (* 1996), philippinischer Eishockeyspieler
- Santiago, Kellee (* 1979), US-amerikanische Computerspielproduzentin und Spieleentwicklerin
- Santiago, Leonardo (* 1983), brasilianischer Fußballspieler
- Santiago, Marvin (1947–2004), puerto-ricanischer Musiker
- Santiago, Nadia de (* 1990), spanische SchauspielerinNadia de Santiago (* 1990)

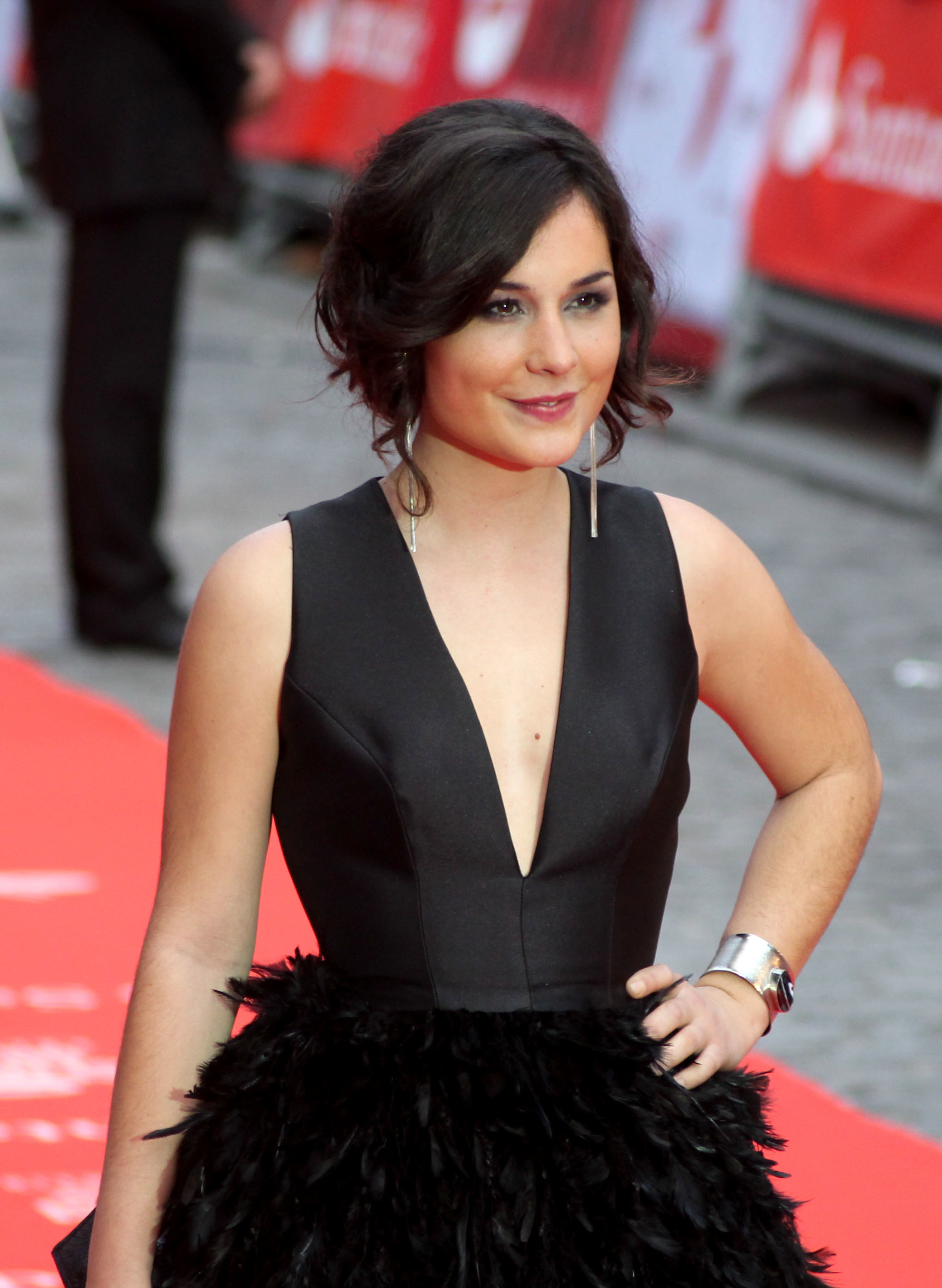
Nadia de Santiago (* 1990)

- Santiago, Raymart (* 1973), philippinischer Schauspieler
- Santiago, Rémi (* 1980), französischer Skispringer
- Santiago, Renoly (* 1974), puerto-ricanischer Schauspieler, Sänger und Autor
- Santiago, Saundra (* 1957), US-amerikanische Schauspielerin
- Santiago, Silviano (* 1936), brasilianischer Schriftsteller
- Santiago, Sonia (* 1966), deutsch-spanische Tänzerin, Tanzpädagogin und Ballettmeisterin
- Santiago, Ygor Maciel (* 1984), brasilianischer Fußballspieler
- Santiago-Hudson, Ruben (* 1956), US-amerikanischer SchauspielerRuben Santiago-Hudson (* 1956)

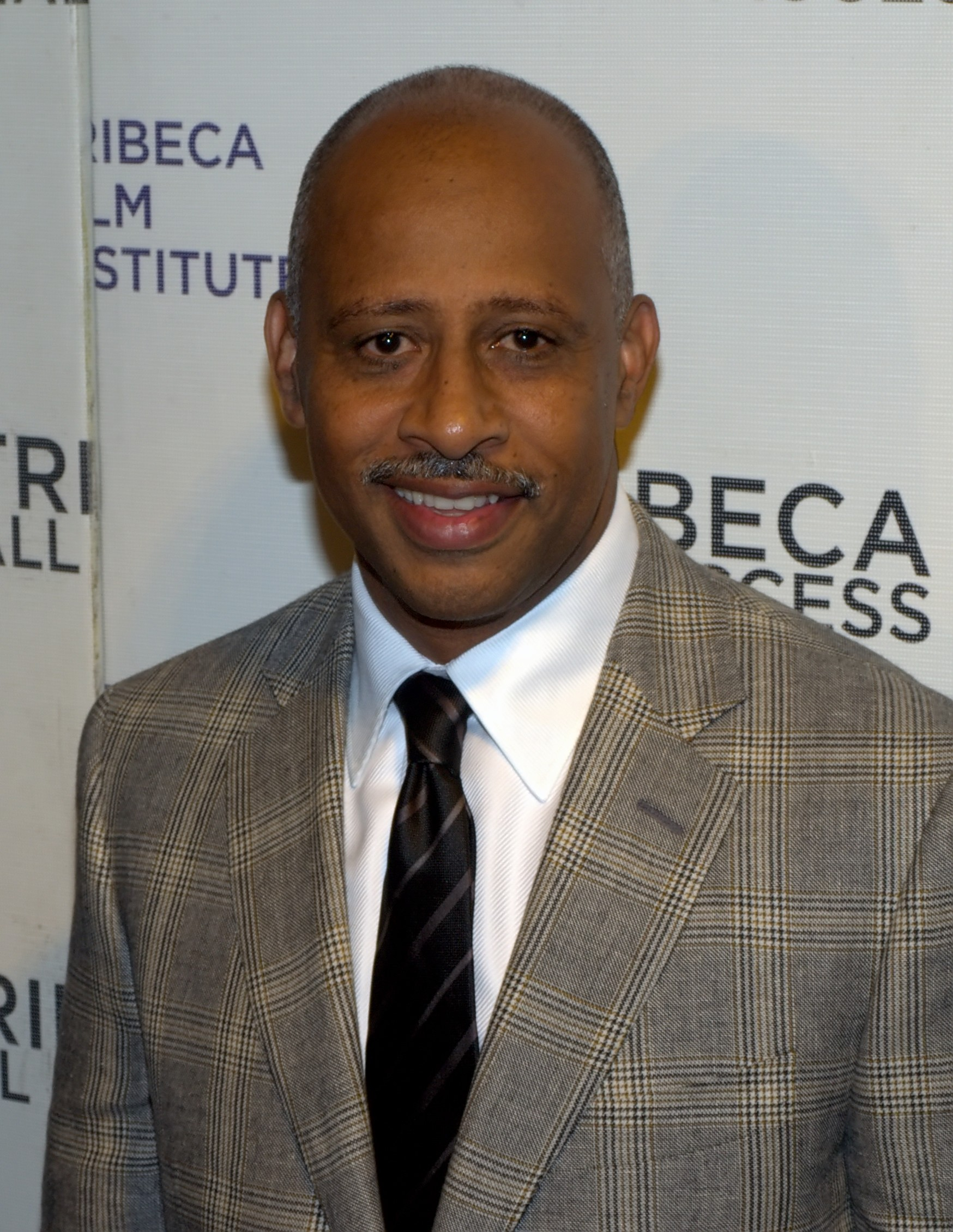
Ruben Santiago-Hudson (* 1956)

- Santibáñez, Efraín, chilenischer Leichtathlet
- Santibáñez, Enrique René Michel (* 1947), mexikanischer Botschafter
- Santibáñez, Luis (1936–2008), chilenischer Fußballtrainer
- Santibáñez, Marcela, chilenische Filmproduzentin
- Šantić, Aleksa (1868–1924), herzegowinisch-serbischer Dichter
- Šantić, Jelena (1944–2000), serbische Primaballerina und Friedensaktivistin
- Santichat Singsin (* 1999), thailändischer Fußballspieler
- Santidrián, Eva (* 2000), spanische Sprinterin
- Santier, Michel (* 1947), französischer Geistlicher und emeritierter römisch-katholischer Bischof von Créteil
- Santiesteban Prats, Ángel (* 1966), kubanischer Schriftsteller
- Santifaller, Edith (1932–2019), italienische Tischtennisspielerin und -funktionärin
- Santifaller, Franz (1894–1953), österreichischer Bildhauer
- Santifaller, Leo (1890–1974), österreichischer Historiker
- Santigold (* 1976), US-amerikanische SängerinSantigold (* 1976)

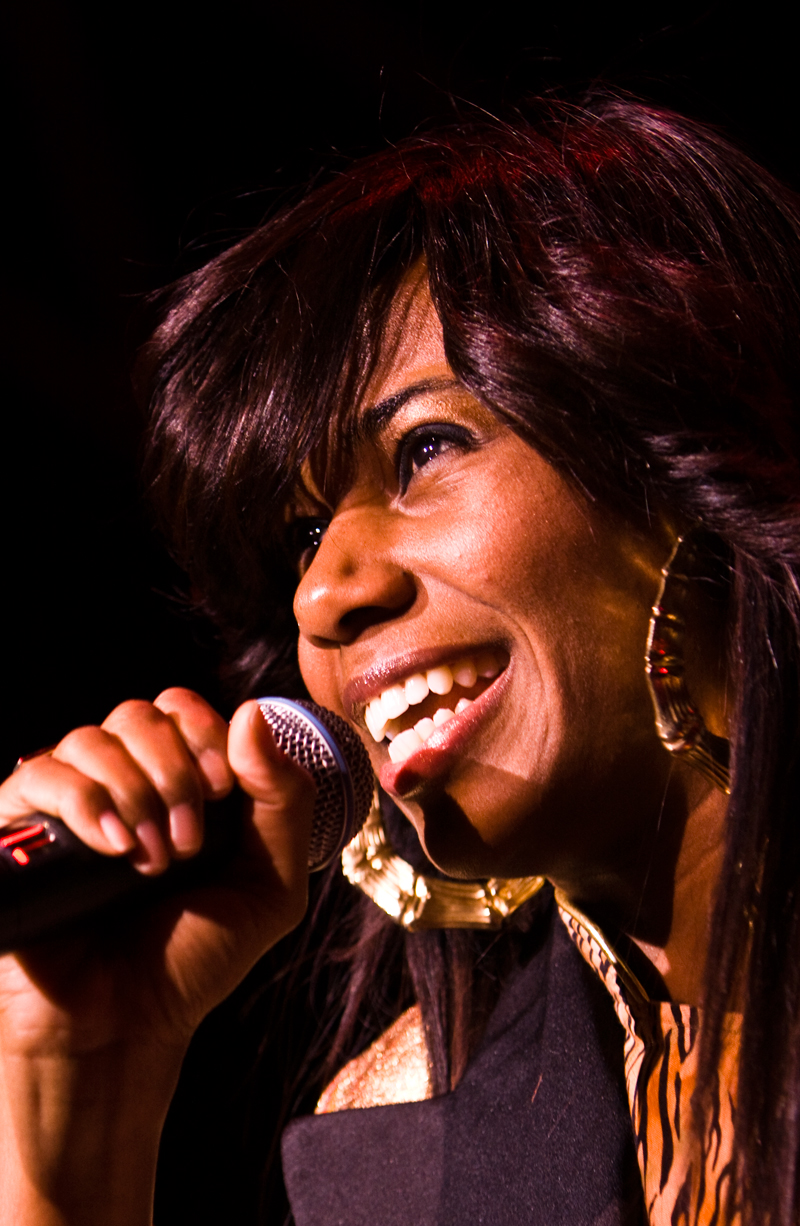
Santigold (* 1976)

- Santillan, Akira (* 1997), australisch-japanischer Tennisspieler
- Santillán, Diego Abad de (1897–1983), spanischer Autor und Figur in der spanischen und der argentinischen anarchistischen Bewegung
- Santillán, Fernando, mexikanischer Fußballspieler
- Santillana (* 1952), spanischer Fußballspieler
- Santillana, Giorgio de (1902–1974), US-amerikanischer Philosoph und Wissenschaftshistoriker
- Santillana, Jorge (* 1969), mexikanischer Fußballspieler
- Santilli, Ray (* 1960), britischer Filmproduzent und Geschäftsmann
- Santillo, Frank (1912–1978), US-amerikanischer Filmeditor
- Santimaria, Margie (* 1989), italienische Triathletin
- Santín del Castillo, Miguel (1830–1880), Präsident von El Salvador
- Santin, Antonio (1895–1981), italienischer Geistlicher, Bischof von Triest
- Santin, César (* 1981), brasilianischer Fußballspieler
- Santín, Damián (* 1980), uruguayischer Fußballspieler
- Santin, Guido (1911–2008), italienischer Ruderer
- Santin, Nello (* 1946), italienischer Fußballspieler und -trainer
- Santin, Sebastian (* 1994), österreichischer Fußballspieler
- Santín, Sergio (* 1956), uruguayischer Fußballspieler
- Santin, Wilmar (* 1952), brasilianischer Ordensgeistlicher, Prälat von Itaituba
- Santina, Susana (* 1970), spanische Journalistin und Fernsehmoderatorin
- Santinello, Giovanni (1922–2003), italienischer Philosoph und Hochschullehrer
- Santing, Mathilde (* 1958), niederländische Sängerin
- Santini, Alessandro (1922–1993), italienischer Filmregisseur und Filmproduzent
- Santini, Antonio (1577–1662), italienischer Mathematiker und Astronom
- Santini, Carlo (* 1946), italienischer Klassischer Philologe
- Santini, Fausto (* 1987), Schweizer Leichtathlet
- Santini, Fortunato (1777–1861), italienischer Geistlicher, Komponist und Musiksammler
- Santini, Giovanni (1786–1877), italienischer Astronom
- Santini, Ivan (* 1989), kroatischer Fußballspieler
- Santini, Jacques (* 1952), französischer Fußballspieler und -trainer
- Santini, James David (1937–2015), US-amerikanischer Politiker
- Santini, Milton (1913–1994), US-amerikanischer Delfintrainer
- Santini, Nilmari (1959–2006), puerto-ricanische Judoka
- Santini, Roland (* 1947), Schweizer Feldhandballspieler
- Santini, Steven (* 1995), US-amerikanischer Eishockeyspieler
- Santini-Aichl, Johann Blasius (1677–1723), böhmischer Architekt
- Santino Marella (* 1979), kanadischer WrestlerSantino Marella (* 1979)

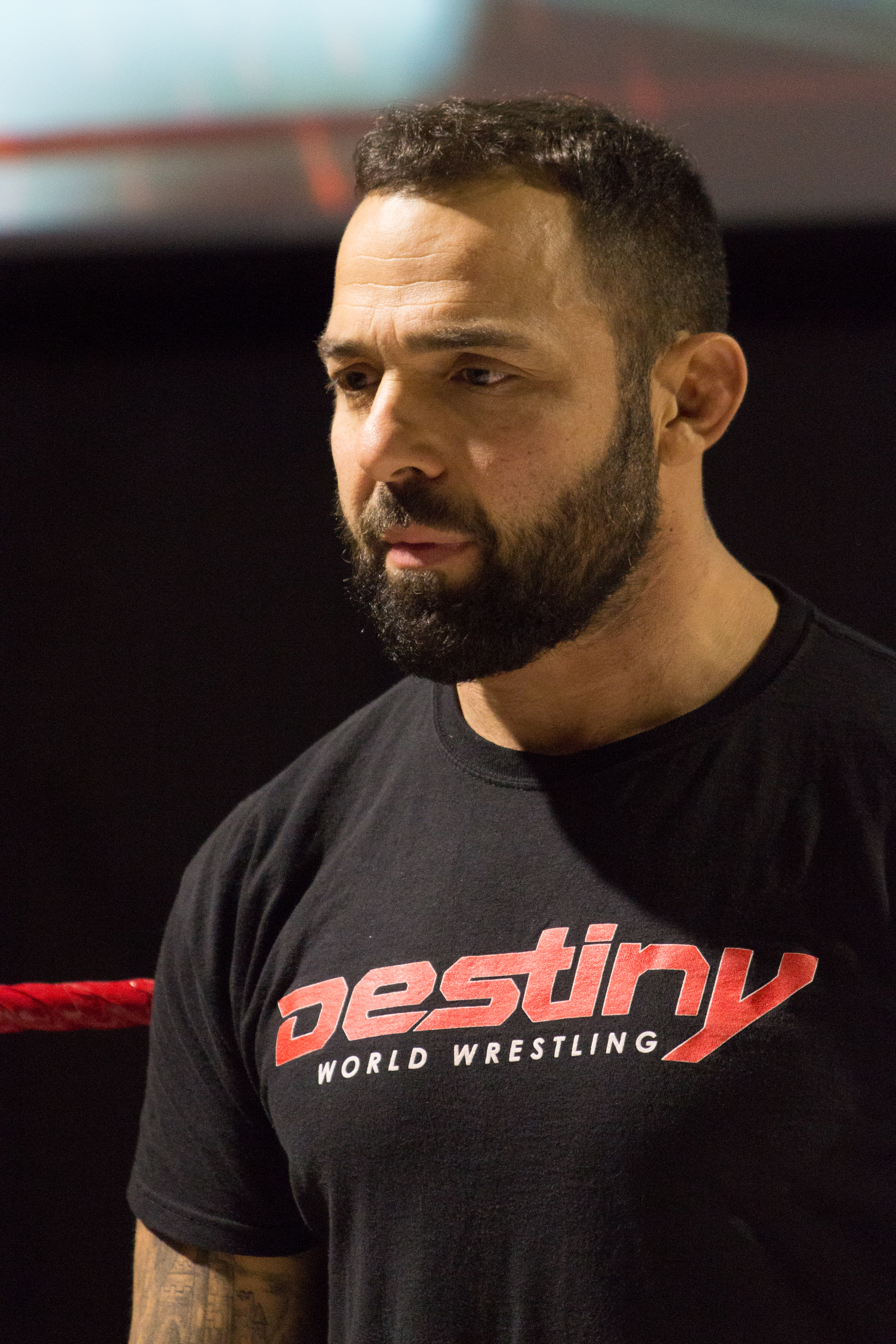
Santino Marella (* 1979)

- Santipap Ratniyorm (* 1992), thailändischer Fußballspieler
- Santipap Yaemsaen (* 2000), thailändischer Fußballspieler
- Santiphap Channgom (* 1996), thailändischer Fußballspieler
- Santiphap Siri (* 1985), thailändischer Fußballspieler
- Santirad Weing-in (* 1989), thailändischer Fußballspieler
- Santis, César (* 1979), chilenischer Fußballspieler
- Santis, Claudio (* 1992), chilenischer Fußballspieler
- Santís, Fernando (* 1958), chilenischer Fußballspieler
- Santis, Pablo de (* 1963), argentinischer Schriftsteller
- Santisi, Ray (1933–2014), amerikanischer Jazzmusiker (Piano, Komposition)
- Santisteban, Juan Manuel (1944–1976), spanischer Radrennfahrer
- Santitorn Lattirom (* 1990), thailändischer Fußballspieler
- Santiusti, Yusneysi (* 1984), italienische Leichtathletin
- Santiván, Fernando (1886–1973), chilenischer Schriftsteller und Journalist
- Santizo, Luis, guatemaltekischer Straßenradrennfahrer

### Santj
- Santjer, Uwe (* 1965), deutscher Heilpädagoge und Politiker (SPD), MdLUwe Santjer (* 1965)

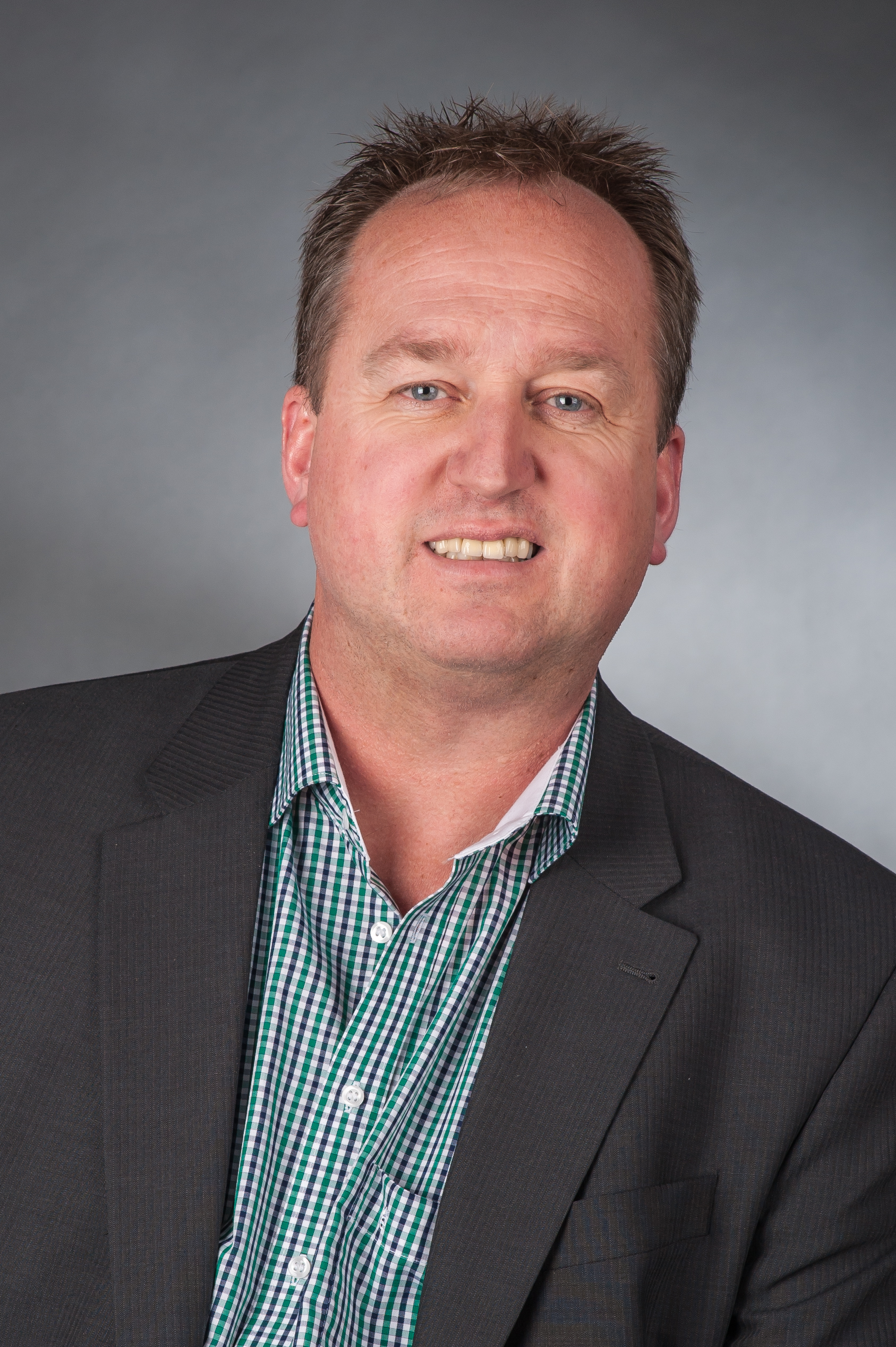
Uwe Santjer (* 1965)

### Santl
- Santl, Bernd (* 1970), deutscher Fußballspieler
- Santler, Helmuth (* 1964), österreichischer Autor, Lektor und Journalist
- Santley, Charles (1834–1922), britischer Opern- und Oratoriensänger (Bariton)
- Santley, Joseph (1889–1971), US-amerikanischer Regisseur, Drehbuchautor und Produzent
- Santlus, Jakob Christoph (1809–1873), deutscher Mediziner

### Santm
- Santmann, Heinrich (1586–1639), deutscher evangelisch-lutherischer Geistlicher und Chronist
- Santmann, Nicolaus († 1621), deutscher Mediziner und Stadtphysicus von Hamburg

### Santn
- Santner, Anton (1789–1877), österreichischer Geistlicher, Dekan, Stadtpfarrer, Ehrendomherr und Träger des Ritter & Comthur des Franz Joseph-Ordens
- Santner, Carl (1819–1885), österreichischer Beamter und Komponist
- Santner, Johann (1841–1912), österreichischer Alpinist und Erstbesteiger der nach ihm benannten Santnerspitze
- Santner, Maria (* 1986), österreichische TänzerinMaria Santner (* 1986)

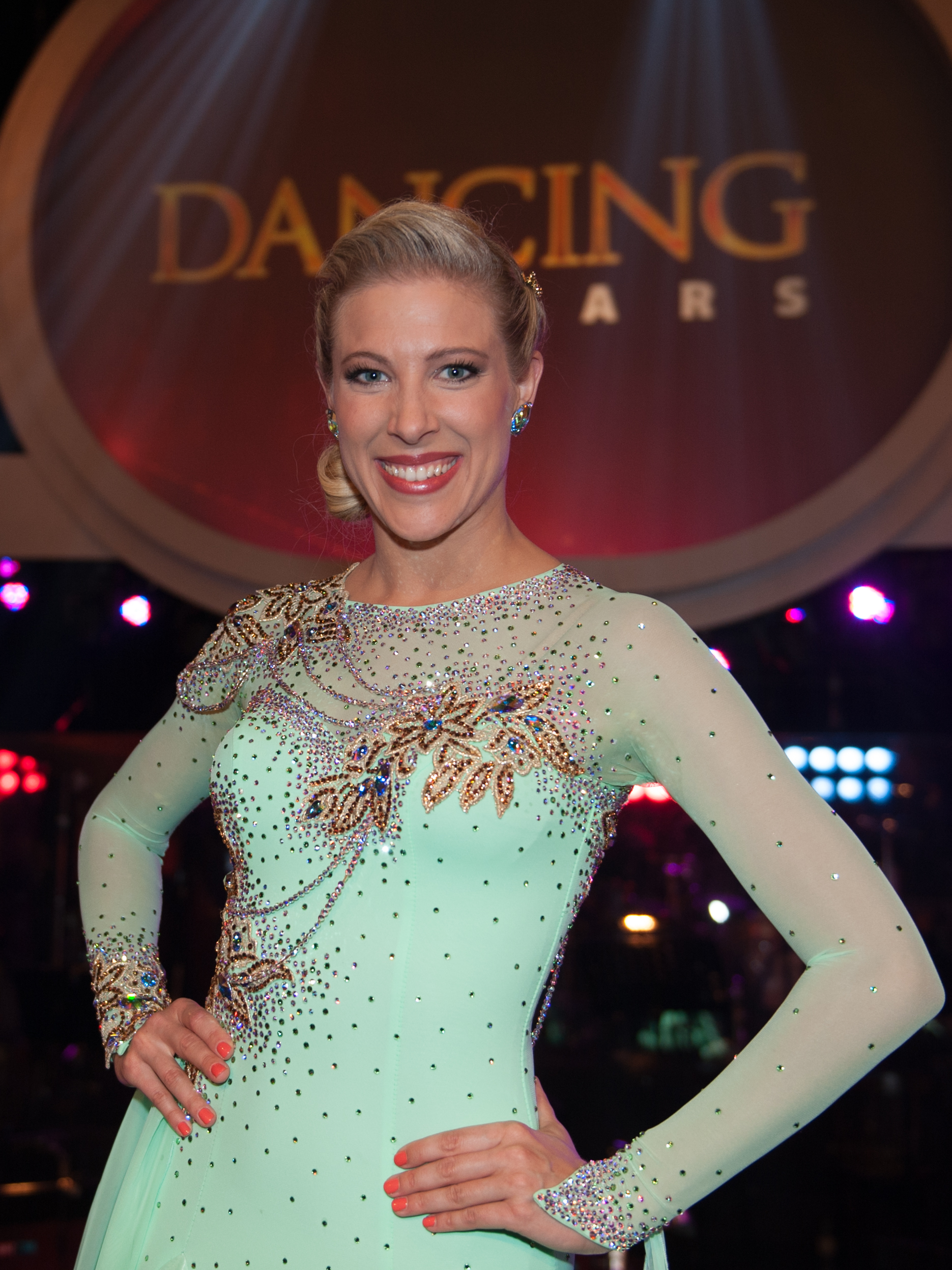
Maria Santner (* 1986)

- Santner, Max (* 1991), österreichischer Jazzmusiker (Schlagzeug, Komposition)
- Santner, Mitchell (* 1992), neuseeländischer Cricketspieler
- Santner, Paul (* 1992), österreichischer Jazzmusiker (Gitarre, Kontrabass, Gesang)

### Santo
- Santo Domingo, Julio Mario (1923–2011), kolumbianischer Unternehmer
- Santo Domingo, Vicente de, spanischer Mönch
- Santo Stanislao, Germano di (1850–1909), italienischer katholischer Ordenspriester, christlicher Archäologe, Ordenshagiograph und geistlicher Begleiter der hl. Mystikerin Gemma Galgani (1878–1903)
- Santo Tomas, Patricia (* 1946), philippinische Politikerin
- Santō, Akiko (* 1942), japanische Politikerin
- Santo, Diogo Luis (* 1987), brasilianischer Fußballspieler
- Santo, Gustav (1802–1856), deutsch-baltischer Geistlicher, Lehrer und Autor
- Santō, Kyōden (1761–1816), japanischer Schriftsteller und Ukiyo-e-Künstler
- Santo, Mariano (* 1488), italienischer Chirurg
- Santo, Ron (1940–2010), US-amerikanischer Baseballspieler

#### Santob
- Santob de Carrion, jüdischer Spruchdichter in Spanien

#### Santoc
- Santocanale, Maria von Jesus (1852–1923), italienische römisch-katholische Ordensgründerin, Selige

#### Santof
- Santofimio Botero, Alberto (* 1942), kolumbianischer Politiker

#### Santok
- Santokhi, Chan (* 1959), surinamischer Politiker, Polizeipräsident und Präsident

#### Santol
- Santolària, Albert Pintat (* 1943), andorranischer Politiker
- Santoli, Vittorio (1901–1971), italienischer Germanist und Literaturkritiker
- Santolla, Ralph (1966–2018), US-amerikanischer GitarristRalph Santolla (1966–2018)

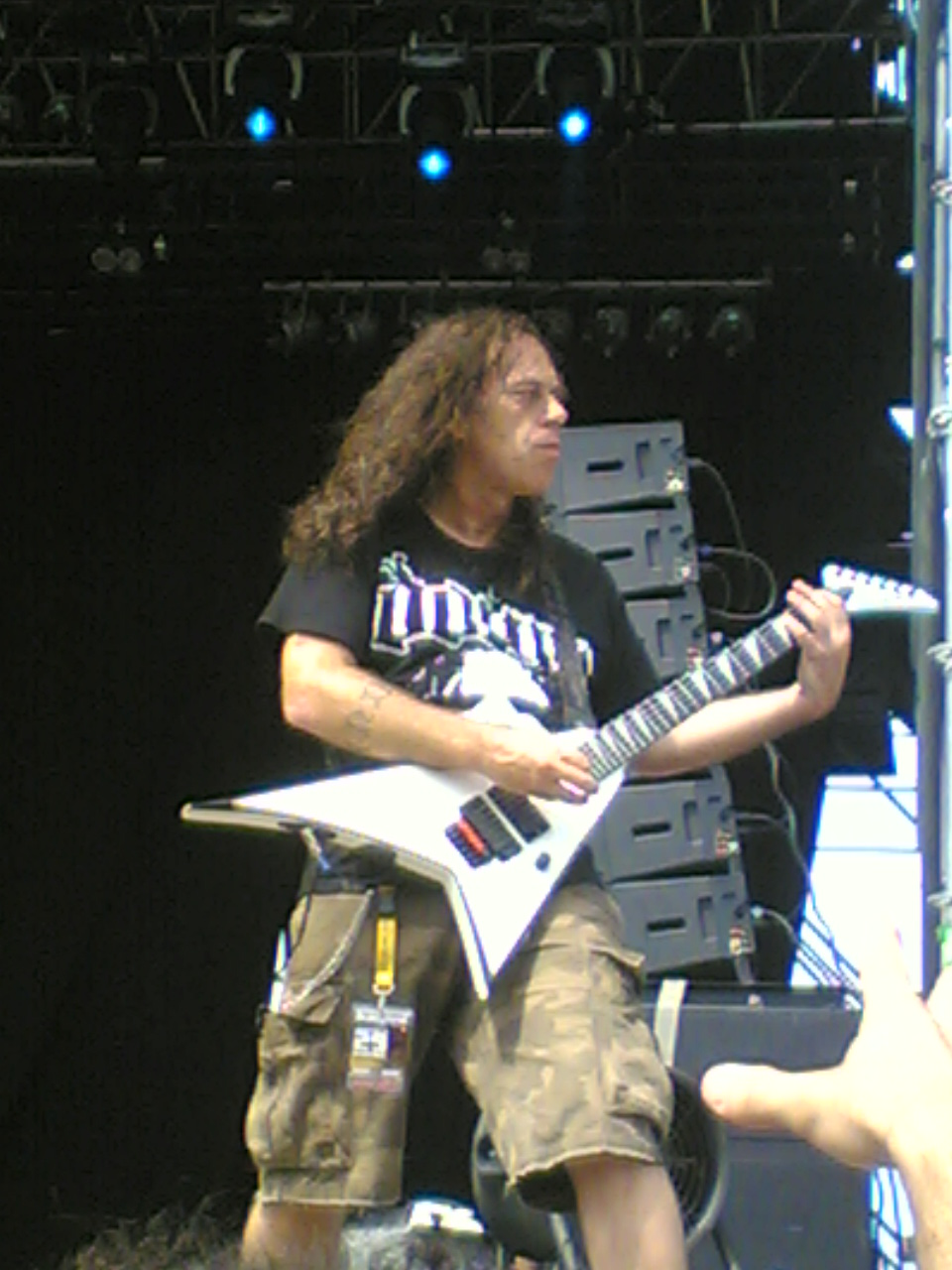
Ralph Santolla (1966–2018)

#### Santom
- Santomaso, Giuseppe (1907–1990), italienischer Maler

#### Santon
- Santon, Davide (* 1991), italienischer Fußballspieler
- Santona, Bernard (1921–1978), französischer Sprinter
- Santoni, Reni (1938–2020), US-amerikanischer Schauspieler
- Santoni, Siegfried (* 1955), österreichischer Künstler
- Santoni, Tino (1913–1987), italienischer Kameramann
- Santonino, Paolo († 1507), italienischer Rechtsgelehrter, Autor

#### Santop
- Santopadre, Vincenzo (* 1971), italienischer Tennisspieler und Tennistrainer

#### Santor
- Santor, Irena (* 1934), polnisches Popsängerin
- Santora, Nick (* 1970), amerikanischer Filmproduzent und Drehbuchautor sowie Romanautor
- Santorelli, Mark (* 1988), italo-kanadischer Eishockeyspieler
- Santorelli, Mike (* 1985), italo-kanadischer Eishockeyspieler
- Santorini, Giovanni Domenico (1681–1737), italienischer Anatom
- Santorio Santorio (1561–1636), italienischer Mediziner
- Santorio, Francesco Antonio († 1589), italienischer römisch-katholischer Geistlicher
- Santorio, Giulio Antonio (1532–1602), Kardinal der Römischen Kirche, Großinquisitor
- Santoro, Cláudio (1919–1989), brasilianischer Komponist
- Santoro, Eugenio (1920–2006), Schweizer Bildhauer
- Santoro, Fabrice (* 1972), französischer TennisspielerFabrice Santoro (* 1972)

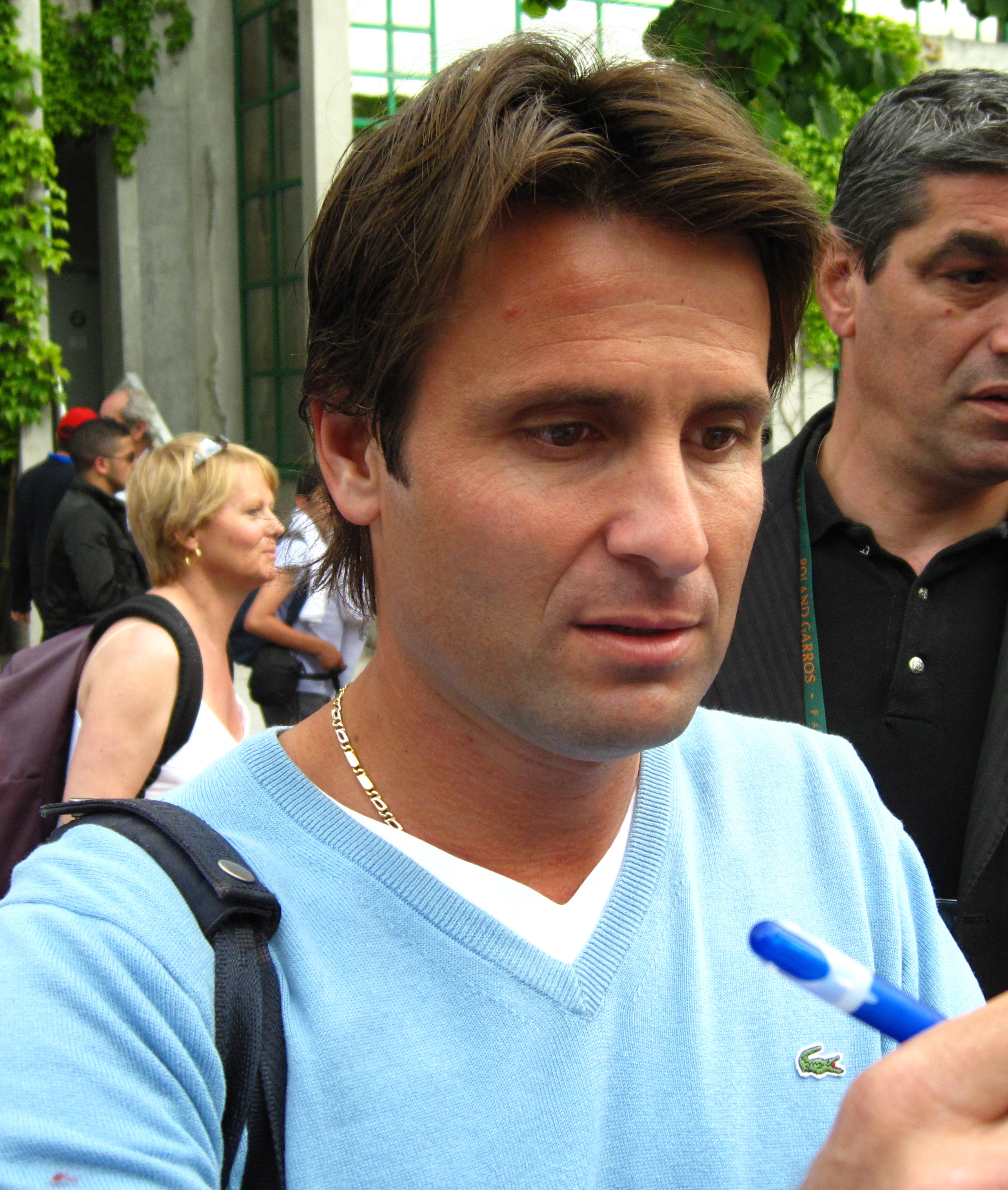
Fabrice Santoro (* 1972)

- Santoro, Filippo (* 1948), italienischer Geistlicher, emeritierter römisch-katholischer Erzbischof von Tarent
- Santoro, Flavio (* 2002), deutscher Fußballspieler
- Santoro, Francesca, US-amerikanische Schauspielerin
- Santoro, Francesca (* 1986), italienische Materialforscherin
- Santoro, Gene (1950–2022), US-amerikanischer Musikkritiker und Autor
- Santoro, Mario (1913–1989), italienischer Romanist und Italianist
- Santoro, Miguel (* 1942), argentinischer Fußballspieler
- Santoro, Pietro (* 1946), italienischer Geistlicher und römisch-katholischer Bischof von Avezzano
- Santoro, Rodrigo (* 1975), brasilianischer SchauspielerRodrigo Santoro (* 1975)

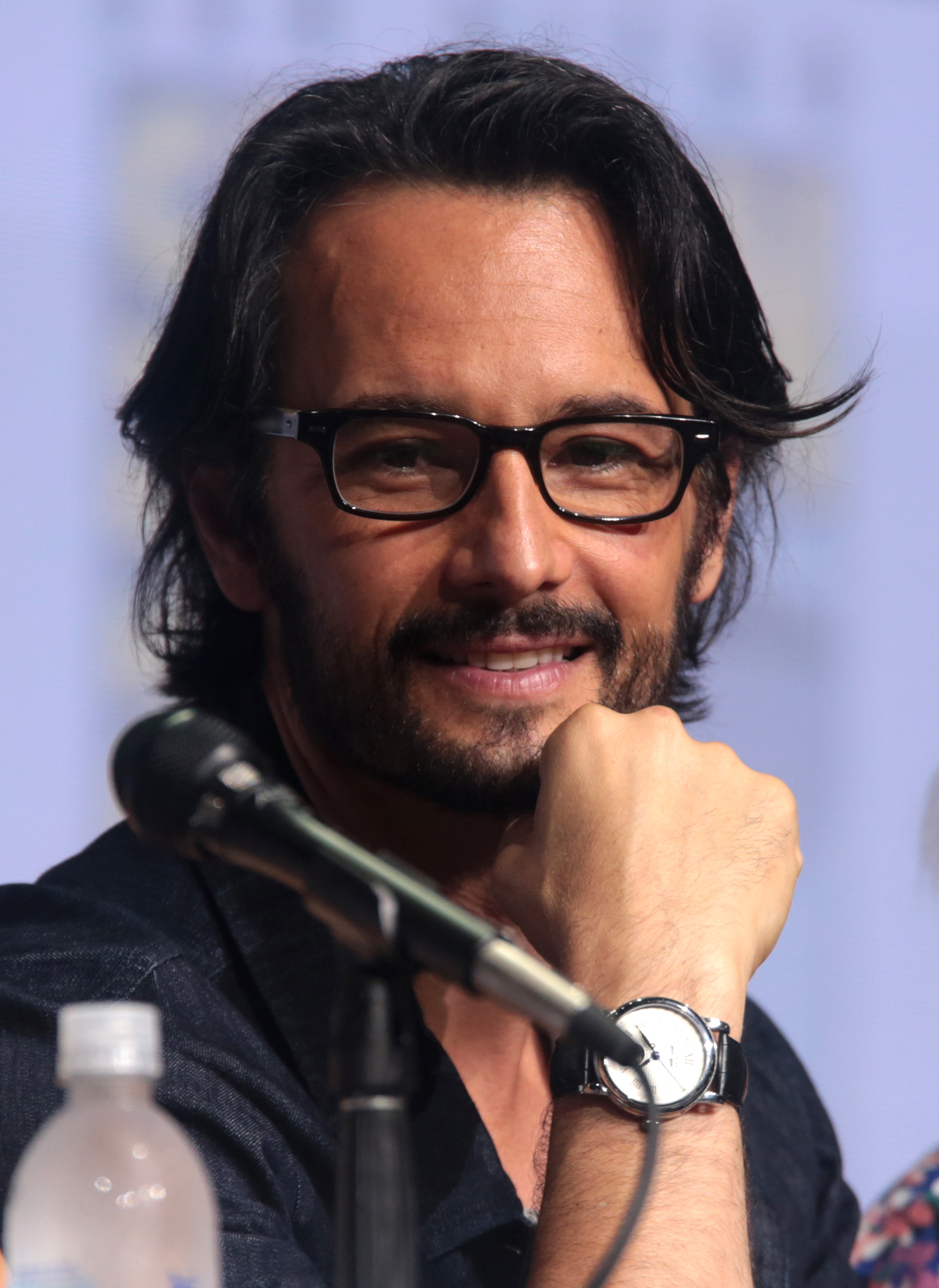
Rodrigo Santoro (* 1975)

- Santoro, Vittorio (* 1962), schweizerisch-italienischer Konzeptkünstler
- Santoroc, Johann Caspar (1682–1745), deutscher Klassischer Philologe, Archäologe und Hochschullehrer
- Santoromito, Jenna (* 1987), australische Wasserballspielerin
- Santoromito, Mia (* 1985), australische Wasserballspielerin
- Santórsola, Guido (1904–1994), brasilianischer Komponist und Dirigent
- Santorum, Rick (* 1958), US-amerikanischer Politiker

#### Santos
- Santos (* 1990), brasilianischer Fußballtorhüter

###### Santos A
- Santos Aguiar, Antônio Carlos dos (* 1983), brasilianischer Fußballspieler
- Santos Alves, Gilson César (* 1990), brasilianischer Fußballspieler
- Santos Alves, Rui Baltazar dos (1933–2024), mosambikanischer Politiker und Jurist
- Santos Ascarza, José Manuel (1916–2007), chilenischer Ordensgeistlicher, römisch-katholischer Erzbischof von Concepción
- Santos Atahualpa, Juan, Führer eines Indianeraufstands in Peru (1742 bis 1755)

###### Santos B
- Santos Barbosa, Fabio dos (* 1980), brasilianischer Fußballspieler
- Santos Barbosa, Thiago (* 1982), brasilianischer Beachvolleyballspieler
- Santos Braga, Emília dos (1867–1949), portugiesische Malerin
- Santos Brindeiro, Silas dos (1987–2018), brasilianischer Fußballspieler
- Santos Bucar, José dos, osttimoresischer Bandenführer und Politiker

###### Santos C
- Santos Cabral, Antônio dos (1884–1967), brasilianischer Geistlicher, Erzbischof von Belo Horizonte
- Santos Castro, Mateus dos (* 1994), brasilianischer Fußballspieler
- Santos Cesar, Moises dos (* 1983), brasilianischer Volleyballspieler
- Santos Costa, António Luciano dos (* 1952), portugiesischer Geistlicher, römisch-katholischer Bischof von Viseu

###### Santos D
- Santos da Luz, Emerson dos (* 1982), portugiesisch-kap-verdischer Fußballspieler
- Santos da Rocha, Rubenilson dos (* 1987), brasilianischer Fußballspieler
- Santos da Silva, Alan (* 1991), brasilianischer Fußballspieler
- Santos da Silva, Iriney (* 1981), brasilianischer Fußballspieler
- Santos da Silva, Wellington (* 1985), brasilianischer Fußballspieler
- Santos de Andrade, Weldon (* 1980), brasilianischer Fußballspieler
- Santos de Araújo, Luiz Otávio (* 1990), brasilianischer Fußballspieler
- Santos de Jesus, Carlos (* 1985), brasilianisch-kroatischer Fußballspieler
- Santos de Paulo, Igor Julio dos (* 1998), brasilianischer Fußballspieler
- Santos di Brito, Sidney (* 1979), brasilianischer Fußballspieler
- Santos Dias, Flavio dos (* 1995), kap-verdischer Fußballspieler
- Santos dos Santos, Luís Alberto (* 1983), brasilianischer Fußballspieler
- Santos Dumont, Alberto (1873–1932), brasilianischer Luftschiffer und FlugpionierAlberto Santos Dumont (1873–1932)

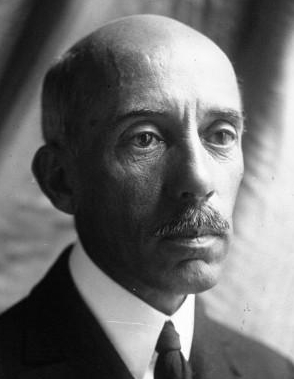
Alberto Santos Dumont (1873–1932)

###### Santos F
- Santos Fernandes, Manuel dos (* 1974), französisch-kap-verdischer Fußballspieler
- Santos Filho, Adaílton José dos (* 1983), brasilianischer Fußballspieler

###### Santos G
- Santos García, Carlos Alberto (* 1976), mexikanischer römisch-katholischer Geistlicher, Weihbischof in Monterrey
- Santos Gomes, Anderson dos (* 1998), brasilianischer Fußballspieler
- Santos Gonçalves, Alex dos (* 1990), brasilianischer Fußballspieler
- Santos Gonçalves, Everton Kempes dos (1982–2016), brasilianischer Fußballspieler
- Santos Gonzaga, Luiz Eduardo dos (* 1990), brasilianischer Fußballspieler
- Santos González, Pablo (* 1984), spanischer Tennisspieler

###### Santos H
- Santos Haesler, Eduardo Dos (* 1999), deutsch-brasilianischer Fußballtorhüter
- Santos Herrmann, Susana dos (* 1968), deutsche Politikerin (SPD), MdL

###### Santos I
- Santos Inchaurregui, Víctor (* 1969), mexikanischer Fußballspieler

###### Santos J
- Santos Júnior, Manuel dos (* 1939), brasilianischer Schwimmer
- Santos Júnior, Paulo Afonso (* 1982), brasilianischer Fußballspieler
- Santos Júnior, Sidnei dos (* 1982), brasilianischer Volleyballspieler

###### Santos L
- Santos León, José (* 1961), chilenischer Jockey
- Santos Lisboa, Eduarda (* 1998), brasilianische BeachvolleyballspielerinEduarda Santos Lisboa (* 1998)

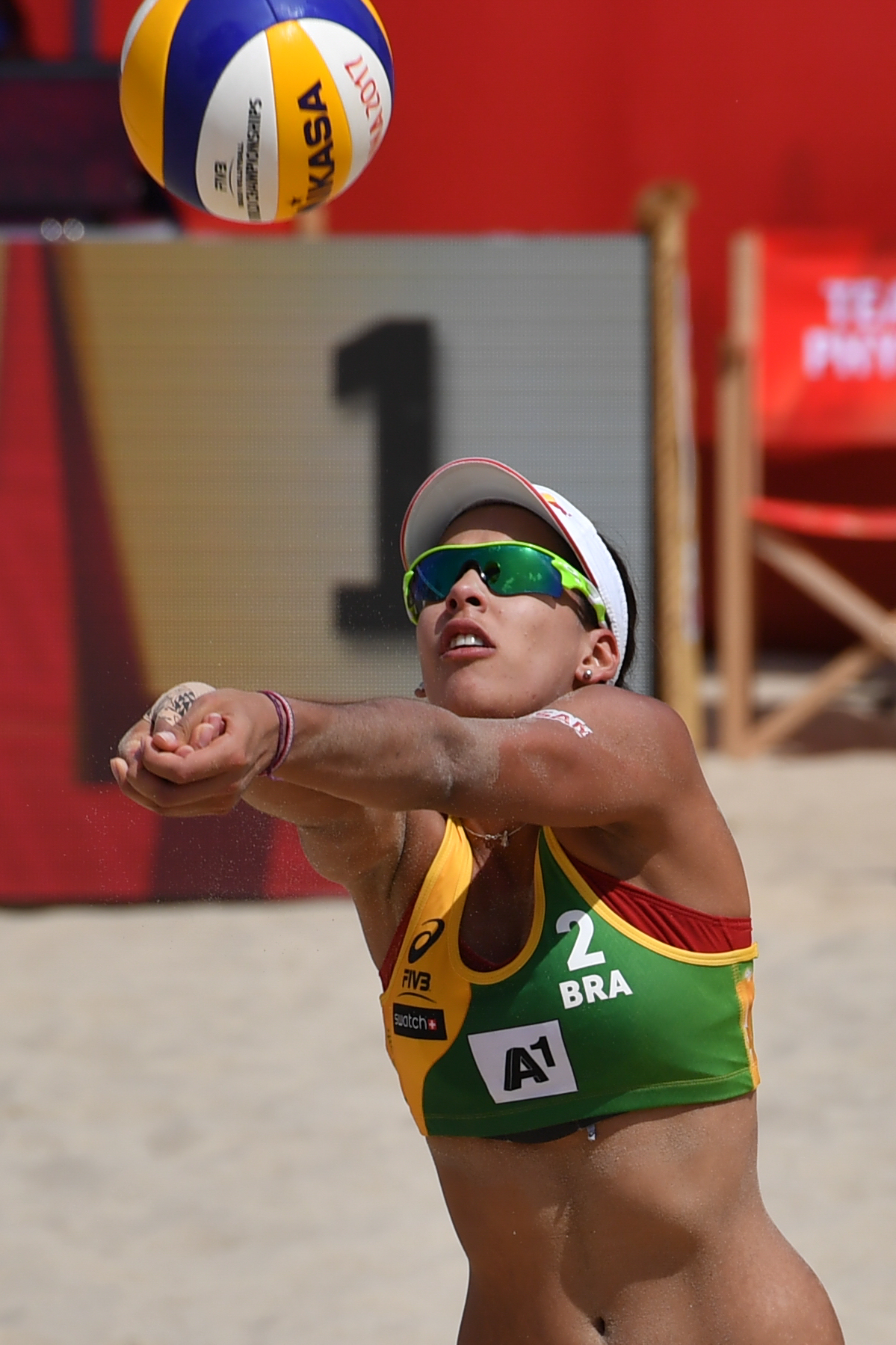
Eduarda Santos Lisboa (* 1998)

- Santos Lopes Fortes, Ildo Augusto Dos (* 1964), kap-verdischer Priester, Bischof von Mindelo
- Santos Lopes, José dos (1910–1996), brasilianischer Fußballspieler
- Santos López, Samuel (* 1938), nicaraguanischer Politiker
- Santos Luz, Alex Flávio (* 1993), brasilianischer Fußballspieler

###### Santos M
- Santos Marcos, José dos (* 1949), portugiesischer Geistlicher und emeritierter römisch-katholischer Bischof von Beja
- Santos Mendonça, Simplício dos (1979–2019), osttimoresischer Beamter und Administrator

###### Santos N
- Santos Nascimento, Natalino dos (* 1969), osttimoresischer Politiker

###### Santos O
- Santos Oliveira, Carlos Eduardo (* 1986), brasilianischer Fußballspieler
- Santos Oliveira, Lucas Pierre (* 1982), brasilianischer Fußballspieler

###### Santos P
- Santos Paixão, Renan dos (* 1996), brasilianischer Fußballspieler
- Santos Patacas, Bruno Alexandre dos (* 1977), portugiesischer Fußballspieler
- Santos Pereira, Jefferson (* 1989), katarischer Beachvolleyballspieler brasilianischer Herkunft
- Santos Pinto, Éverton Leandro dos (* 1986), brasilianischer Fußballspieler

###### Santos R
- Santos Rocha da Silva, Lucas dos (* 1991), brasilianischer Fußballspieler
- Santos Rodrigues, Cristiano dos (* 1981), brasilianischer Fußballspieler

###### Santos S
- Santos Saldanha, Alef dos (* 1995), brasilianischer Fußballspieler
- Santos Santana, Willians dos (* 1988), brasilianischer Fußballspieler
- Santos Silva, Adrielson Dos (* 1997), brasilianischer Beachvolleyballspieler
- Santos Silva, Antonio Ildefonso dos (1893–1958), portugiesischer Ordensgeistlicher, Bischof von Silva Porto
- Santos Silva, Augusto (* 1956), portugiesischer Sozialwissenschaftler und Politiker
- Santos Silva, Fabrício dos (* 1987), brasilianischer Fußballspieler
- Santos Silva, Leonardo dos (* 1976), brasilianischer Fußballspieler
- Santos Silva, Susana (* 1979), portugiesische Jazzmusikerin
- Santos Silva, Vinícius (* 1993), brasilianischer Fußballspieler
- Santos Songco, Pedro Paulo (1889–1965), philippinischer Geistlicher, Erzbischof von Caceres
- Santos Sousa, Joaquim (1953–2012), portugiesischer Radrennfahrer
- Santos Souza, Brinner Henrique (* 1987), brasilianischer Fußballspieler
- Santos Souza, Carlos Henrique dos (* 1983), brasilianischer Fußballspieler
- Santos Souza, João Nílton dos (* 1943), brasilianischer römisch-katholischer Geistlicher, emeritierter Bischof von Amargosa

###### Santos T
- Santos Torroella, Ángeles (1911–2013), katalanische Malerin

###### Santos V
- Santos Ventura, Carles (1940–2017), spanischer Komponist
- Santos Villeda, Luis Alfonso (* 1936), honduranischer Ordenspriester und römisch-katholischer Bischof

##### Santos, A – Santos, Y

###### Santos, A
- Santos, Abel dos (* 1974), osttimoresischer Politiker
- Santos, Abrão dos, osttimoresischer Diplomat und Beamter
- Santos, Adailton da Silva (* 1979), brasilianischer Fußballspieler
- Santos, Adelly (* 1987), brasilianische Hürdenläuferin
- Santos, Ademir (* 1968), japanischer Fußballspieler
- Santos, Aderlan (* 1989), brasilianischer Fußballspieler
- Santos, Adriana (* 1971), brasilianische Basketballspielerin und -trainerin
- Santos, Affonso José (* 1940), brasilianischer Diplomat
- Santos, Aggro (* 1988), englischer Rapper
- Santos, Aída dos (* 1937), brasilianische Leichtathletin
- Santos, Aírton Graciliano dos (* 1974), brasilianischer Fußballspieler
- Santos, Airton José dos (* 1956), brasilianischer Geistlicher und römisch-katholischer Erzbischof von Mariana
- Santos, Airton Ribeiro (* 1990), brasilianischer Fußballspieler
- Santos, Al (* 1976), US-amerikanischer Schauspieler und Model
- Santos, Alberto G. (* 1965), US-amerikanischer Politiker
- Santos, Alberto Seixas (1936–2016), portugiesischer Filmregisseur
- Santos, Alegre dos, portugiesischer Badmintonspieler
- Santos, Alexandre José Maria dos (1924–2021), mosambikanischer Geistlicher, römisch-katholischer Erzbischof von Maputo, Kardinal
- Santos, Alexandre Soares dos (1935–2019), portugiesischer Unternehmer
- Santos, Alfredo De los (* 1956), uruguayischer Fußballspieler
- Santos, Aline dos (* 1985), brasilianische Sprinterin
- Santos, Alison dos (* 2000), brasilianischer Leichtathlet
- Santos, Almir dos (* 1993), brasilianischer Leichtathlet
- Santos, Álvaro (* 1980), brasilianischer Fußballspieler
- Santos, Ana Filipa (* 1996), portugiesische Tennisspielerin
- Santos, Ana Paula dos (* 1963), angolanische Politikerfrau, First Lady Angolas
- Santos, André (* 1983), brasilianischer Fußballnationalspieler
- Santos, André Alves dos (* 1983), brasilianischer Fußballspieler
- Santos, André Bernardes (* 1989), portugiesischer Fußballspieler
- Santos, Andrey (* 2004), brasilianischer FußballspielerAndrey Santos (* 2004)

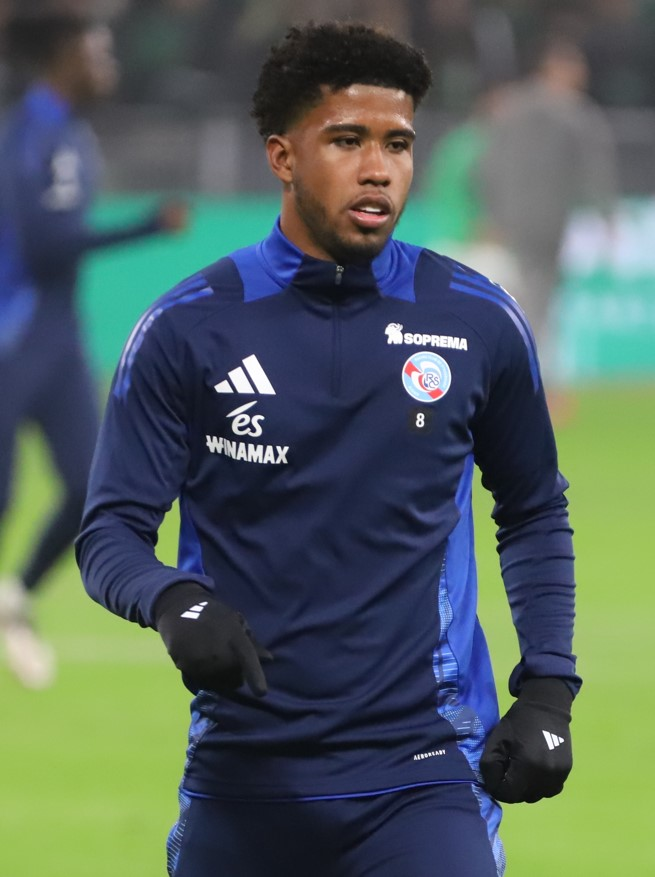
Andrey Santos (* 2004)

- Santos, Andrey Gustavo dos (* 1974), brasilianischer Fußballspieler
- Santos, Antonia (1782–1819), kolumbianische Unabhängigkeitskämpferin
- Santos, Antônio Bento dos (* 1971), brasilianischer Fußballspieler
- Santos, Antônio Carlos (* 1964), brasilianischer Fußballspieler
- Santos, Antônio Carlos Cruz (* 1961), brasilianischer Geistlicher und römisch-katholischer Bischof von Petrolina
- Santos, António de Almeida (1926–2016), portugiesischer Jurist und Politiker (PS)
- Santos, Antônio Dias dos (1948–1999), brasilianischer Fußballspieler
- Santos, António dos (1932–2018), portugiesischer Geistlicher, römisch-katholischer Bischof von Guarda
- Santos, António dos (* 1960), osttimoresischer Politiker
- Santos, António dos (* 1979), brasilianischer Fußballspieler
- Santos, António Francisco dos (1948–2017), portugiesischer Geistlicher, Bischof von Porto
- Santos, Antônio José dos (1872–1956), brasilianischer Ordensgeistlicher, römisch-katholischer Bischof von Assis
- Santos, Argentina (1924–2019), portugiesische Fado-Sängerin
- Santos, Arlindo dos (* 1940), brasilianischer Fußballspieler
- Santos, Armanda Berta dos (* 1974), osttimoresische Politikerin
- Santos, Armando Amaral Dos (1929–1973), angolanischer Geistlicher und römisch-katholischer Bischof von Benguela
- Santos, Armando dos (1911–1972), brasilianischer Fußballspieler
- Santos, Arnaud dos (* 1945), französischer Fußballspieler und -trainer
- Santos, Ary dos (1937–1984), portugiesischer Dichter

###### Santos, B
- Santos, Bárbara (* 1963), brasilianische Schauspielerin und Filmschaffende
- Santos, Bartolome Gaspar (* 1967), philippinischer Geistlicher, römisch-katholischer Bischof von Iba
- Santos, Bianca A. (* 1990), amerikanische SchauspielerinBianca A. Santos (* 1990)

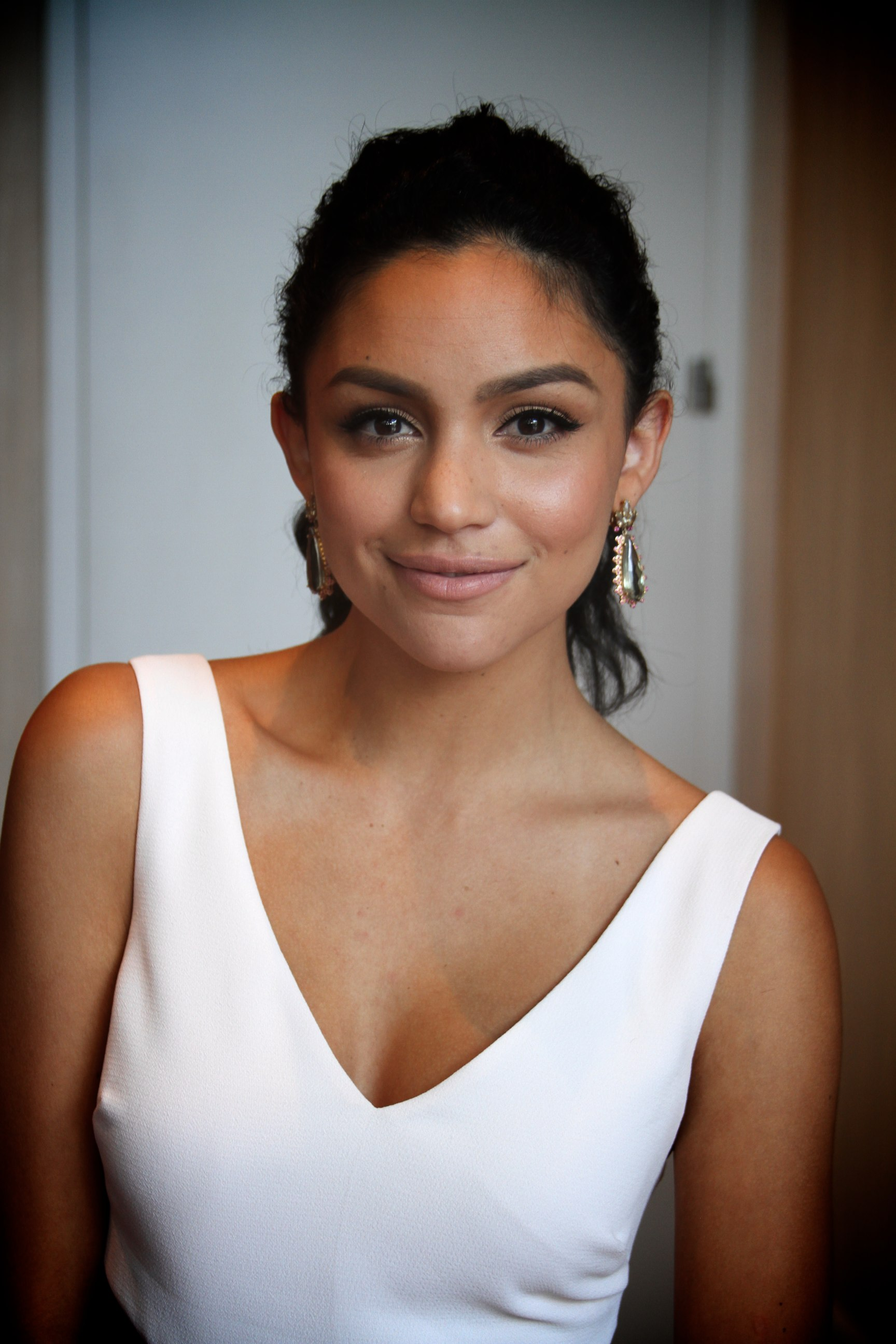
Bianca A. Santos (* 1990)

- Santos, Bianca Amaro dos (* 1991), brasilianische Hürdenläuferin
- Santos, Bruno (* 1983), brasilianischer Fußballspieler

###### Santos, C
- Santos, Caio Henrique Rodrigues dos (* 1993), brasilianischer Fußballspieler
- Santos, Cairo (* 1991), brasilianischer American-Football-Spieler
- Santos, Calisto dos (* 1959), osttimoresischer Offizier
- Santos, Care (* 1970), spanische Autorin und Journalistin
- Santos, Carlos (* 1940), philippinischer Bogenschütze
- Santos, Carlos (* 1955), puerto-ricanischer Boxer
- Santos, Carlos, brasilianischer Rollstuhltennisspieler
- Santos, Carlos (* 2000), salvadorianisch-US-amerikanischer Leichtathlet
- Santos, Carlos Alberto dos (* 1955), brasilianischer Geistlicher, emeritierter römisch-katholischer Bischof von Itabuna
- Santos, Carlos de Oliveira (* 1990), brasilianischer Mittelstreckenläufer
- Santos, Carlos dos (* 1961), mosambikanischer Diplomat
- Santos, Cecilio de los (* 1965), uruguayischer Fußballspieler
- Santos, Cedelizia Faria dos (* 1975), osttimoresische Beamtin und Politikerin
- Santos, Célio Guilherme da Silva (* 1988), brasilianischer Fußballspieler
- Santos, Christian (* 1988), venezolanisch-deutscher Fußballspieler
- Santos, Chú (* 1990), brasilianische Fußballspielerin
- Santos, Cícero (* 1984), brasilianischer Fußballspieler
- Santos, Claiton Machado dos (* 1984), brasilianischer Fußballspieler
- Santos, Cláudio Batista dos (* 1967), brasilianischer Fußballspieler
- Santos, Cláudio Rafael do Nascimento (* 1993), brasilianischer Fußballspieler
- Santos, Cleberson Souza (* 1978), brasilianischer Fußballspieler

###### Santos, D
- Santos, Daniel (1916–1992), puerto-ricanischer Sänger und Komponist
- Santos, Daniel (* 1975), puerto-ricanischer Boxer
- Santos, Daniela dé (* 1967), deutsche Musikerin
- Santos, Darcy Silveira dos (* 1936), brasilianischer Fußballspieler
- Santos, Dario José dos (* 1946), brasilianischer Fußballspieler
- Santos, Davi (* 1990), brasilianischer Schauspieler
- Santos, Delvis (* 1999), portugiesischer Sprinter
- Santos, Denni Rocha dos (* 1983), brasilianischer Fußballspieler
- Santos, Deolindo dos (* 1974), osttimoresischer Jurist, Präsident des Tribunal de Recurso
- Santos, Djalma (1929–2013), brasilianischer FußballspielerDjalma Santos (1929–2013)

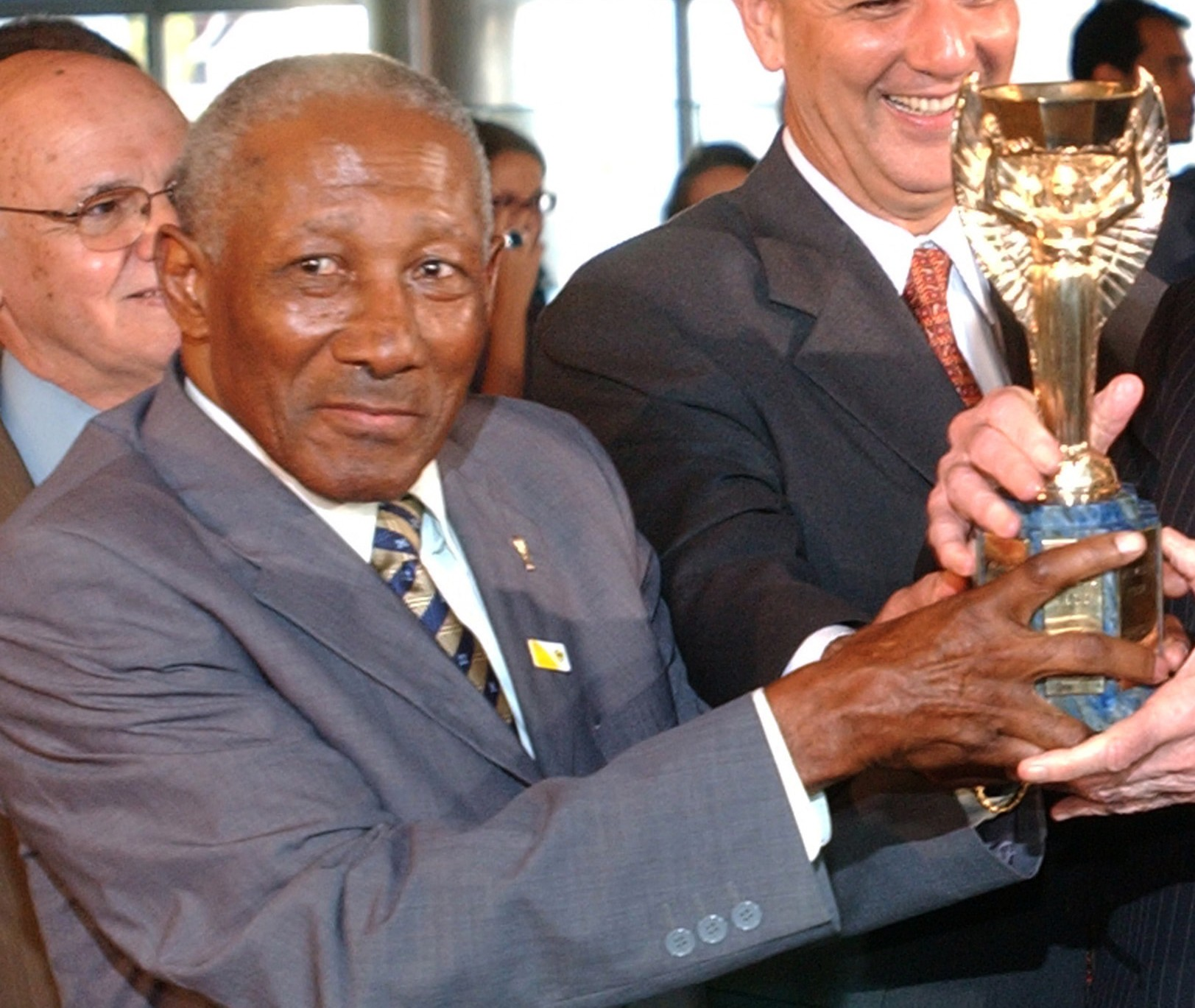
Djalma Santos (1929–2013)

- Santos, Domingas dos (* 1959), osttimoresische Politikerin (PLP)
- Santos, Domingos Sávio dos (* 1998), osttimoresischer Mittelstreckenläufer
- Santos, Douglas (* 1994), brasilianischer Fußballspieler
- Santos, Douglas dos (* 1982), brasilianischer Fußballspieler
- Santos, Duarte (* 1981), portugiesischer Handballschiedsrichter

###### Santos, E
- Santos, Edmar Bernardes dos (* 1960), brasilianischer Fußballspieler
- Santos, Eduardo (1888–1974), kolumbianischer Journalist, Herausgeber, Politiker, Präsident von Kolumbien (1938–1942)
- Santos, Eduardo Antônio dos (* 1967), brasilianischer Fußballspieler
- Santos, Eduardo Vieira dos (* 1965), brasilianischer Geistlicher, römisch-katholischer Bischof von Ourinhos
- Santos, Eldino Rodrigues dos, osttimoresischer Politiker
- Santos, Elenita (* 1933), dominikanische Sängerin
- Santos, Elsa (* 2007), spanische Fußballspielerin
- Santos, Elvin (* 1963), honduranischer Politiker
- Santos, Emerson Brito dos (* 1991), brasilianischer Fußballspieler
- Santos, Emerson Raymundo (* 1995), brasilianischer Fußballspieler
- Santos, Emilio de los (1903–1986), dominikanischer Politiker, Staatspräsident der Dominikanischen Republik
- Santos, Epifanio de los (1871–1928), philippinischer Jurist
- Santos, Érika Cristiano dos (* 1988), brasilianische Fußballspielerin
- Santos, Ester Aparecida dos (* 1982), brasilianische Fußballspielerin
- Santos, Evelyn dos (* 1985), brasilianische Sprinterin

###### Santos, F
- Santos, Fabiane dos (* 1976), brasilianische Leichtathletin
- Santos, Fábio (* 1985), brasilianischer Fußballspieler
- Santos, Fabricio (* 1993), uruguayischer Fußballspieler
- Santos, Faustino dos (1957–2020), osttimoresischer Politiker
- Santos, Fausto dos (1905–1939), brasilianischer Fußballspieler
- Santos, Felipe dos (* 1994), brasilianischer Leichtathlet
- Santos, Fernando (* 1954), portugiesischer FußballtrainerFernando Santos (* 1954)

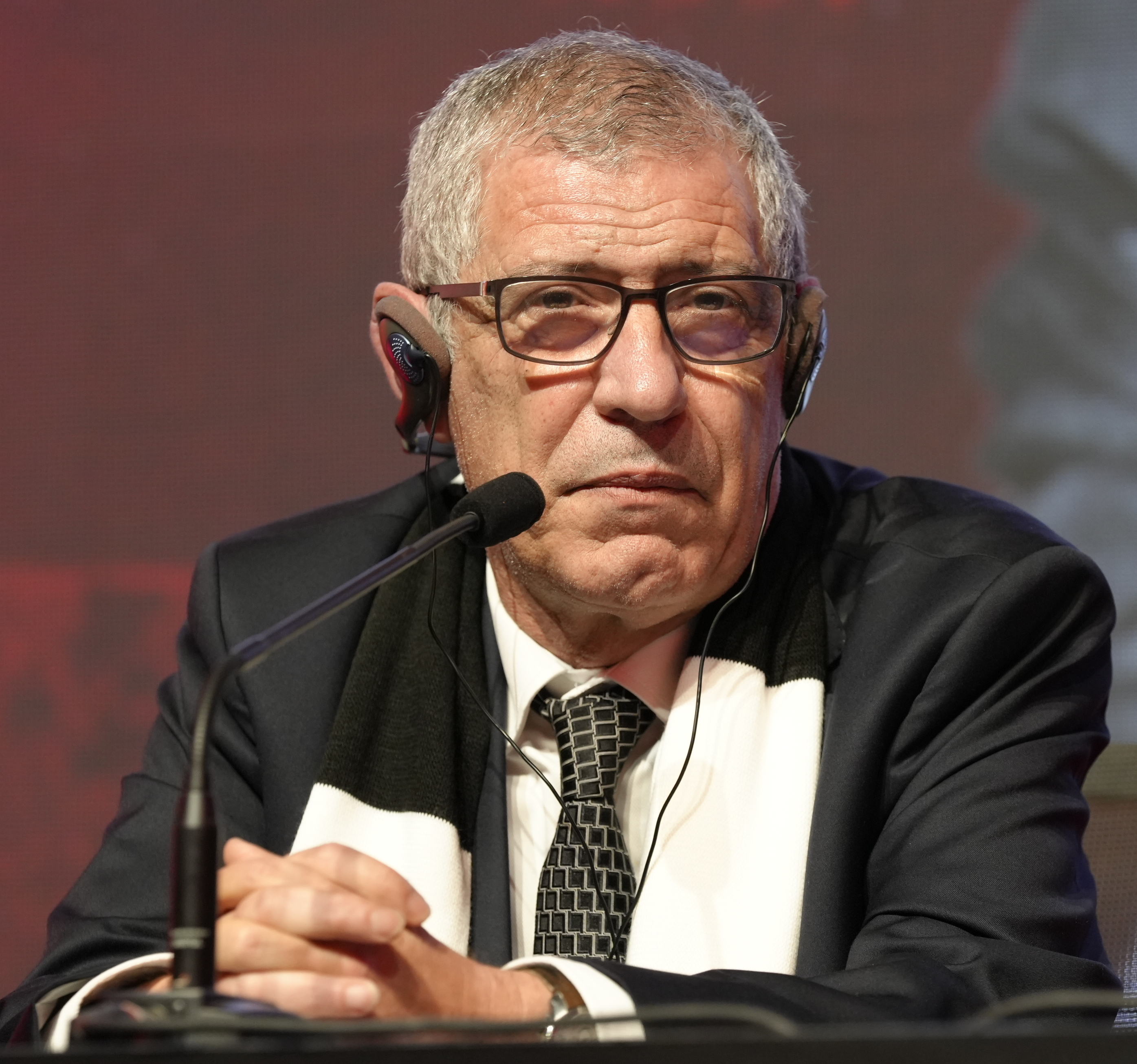
Fernando Santos (* 1954)

- Santos, Fernando (* 1980), brasilianischer Fußballspieler
- Santos, Fernando Barbosa dos (* 1967), brasilianischer Ordensgeistlicher, römisch-katholischer Bischof von Palmares
- Santos, Fernando da Piedade Dias dos (* 1952), angolanischer Politiker, Premierminister (2002–2008), Vizepräsident (2010–2012)
- Santos, Fernando Gomes dos (1910–1985), brasilianischer Geistlicher, Erzbischof von Goiânia
- Santos, Flavio (* 1980), brasilianischer Straßenradrennfahrer
- Santos, Flávio dos (1930–1993), brasilianischer Fußballspieler
- Santos, Francileudo Silva dos (* 1979), tunesischer Fußballspieler
- Santos, Francisca Celsa dos (1904–2021), brasilianische Supercentenarian
- Santos, Francisco (* 1962), angolanisch-portugiesischer Künstler und Schwimmer
- Santos, Francisco (* 1968), spanischer Mathematiker
- Santos, Francisco de Assis Gabriel dos (* 1968), brasilianischer Ordensgeistlicher, römisch-katholischer Bischof von Cajazeiras

###### Santos, G
- Santos, Gabriele dos (* 1995), brasilianische Leichtathletin
- Santos, Gastón de los (* 1982), uruguayischer Fußballspieler
- Santos, Genilson da Rocha (* 1971), brasilianischer Fußballspieler
- Santos, George (* 1988), US-amerikanischer Politiker der Republikanischen Partei und HochstaplerGeorge Santos (* 1988)

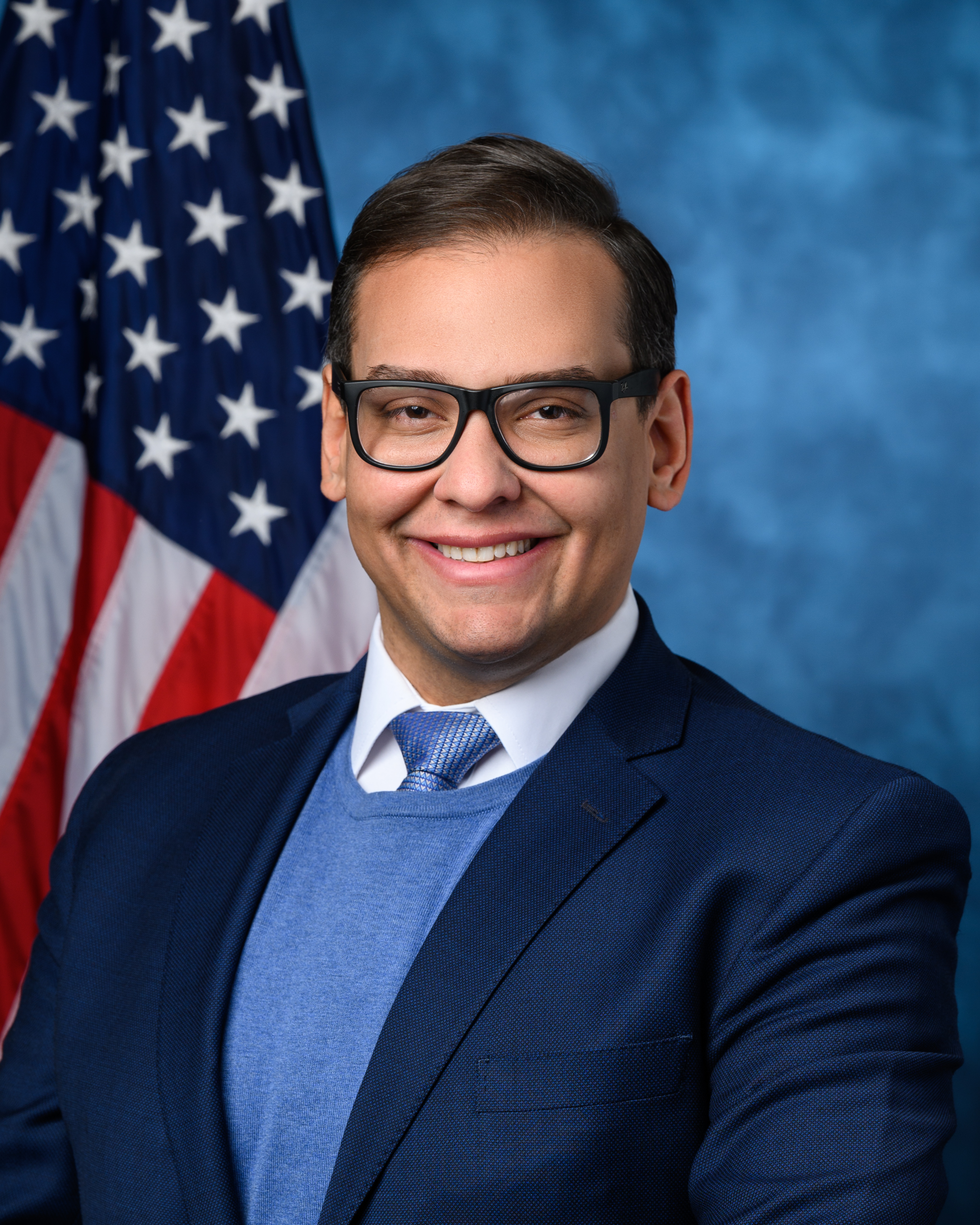
George Santos (* 1988)

- Santos, Geraldo Francisco dos (1962–2021), brasilianischer Fußballspieler
- Santos, Getterson Alves dos (* 1991), brasilianischer Fußballspieler
- Santos, Gil (1938–2018), US-amerikanischer Hörfunkmoderator
- Santos, Gilberto Galdino dos (* 1976), brasilianischer Fußballspieler
- Santos, Gilman Exposto dos (1956–2019), osttimoresischer Politiker
- Santos, Giovani dos (* 1989), mexikanisch-spanischer Fußballspieler
- Santos, Giovanni Aparecido Adriano dos (* 1987), brasilianischer Fußballspieler
- Santos, Gonzalo de los (* 1976), uruguayischer Fußballspieler
- Santos, Graziela Paulino dos, brasilianische Bogenschützin
- Santos, Guilherme dos (* 1939), indonesisch-osttimoresischer Politiker
- Santos, Guillermo De los (* 1992), uruguayischer Fußballspieler
- Santos, Gustavo (* 1996), brasilianischer Fußballspieler
- Santos, Gustavo Almeida dos (* 1996), brasilianischer Fußballspieler

###### Santos, H
- Santos, Héctor (1944–2019), uruguayischer Fußballspieler
- Santos, Héctor (* 1998), spanischer Weitspringer
- Santos, Hegeile Almeida dos (* 1995), brasilianische Beachvolleyballspielerin
- Santos, Henágio Figueiredo dos (1961–2015), brasilianischer Fußballspieler
- Santos, Hocket de los (* 2002), philippischer Stabhochspringer

###### Santos, I
- Santos, Isabel (* 1968), portugiesische Politikerin (PS), MdEP
- Santos, Isabel dos (* 1973), angolanische InvestorinIsabel dos Santos (* 1973)

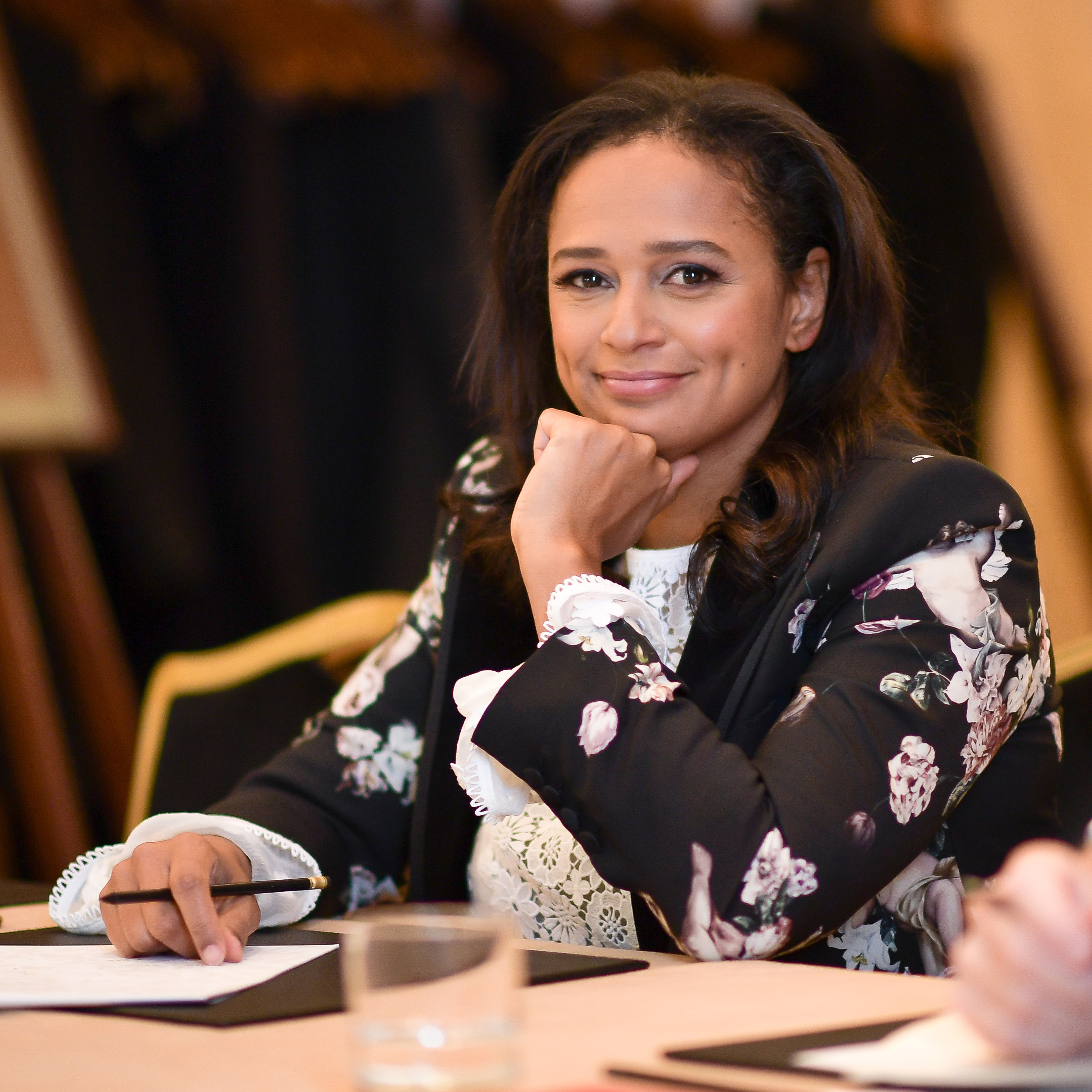
Isabel dos Santos (* 1973)

- Santos, Itaro (* 1985), deutsch-brasilianischer Snookerspieler

###### Santos, J
- Santos, Jailson Marcelino dos (* 1981), brasilianischer Fußballtorhüter
- Santos, Jair (* 1985), brasilianischer Straßenradrennfahrer
- Santos, Jefferson Cardoso dos (* 1986), brasilianischer Fußballspieler
- Santos, Jimmy, uruguayischer Musiker
- Santos, João Alves dos (1956–2015), brasilianischer Geistlicher, Bischof von Paranaguá
- Santos, João Antônio dos (1818–1905), brasilianischer römisch-katholischer Geistlicher, Bischof von Diamantina
- Santos, João Bosco dos, osttimoresischer Beamter
- Santos, João Ernesto dos (* 1954), angolanischer Politiker und General
- Santos, João Justino Amaral dos (1954–2024), brasilianischer Fußballspieler
- Santos, Joaquim dos (* 1961), osttimoresischer Politiker und Hochschullehrer
- Santos, Joe (1931–2016), US-amerikanischer Schauspieler
- Santos, Joel Maria dos (* 1966), brasilianischer römisch-katholischer Geistlicher, Weihbischof in Belo Horizonte
- Santos, Jonathan de los (* 1993), uruguayischer Fußballspieler
- Santos, Jorge Elias dos (* 1991), brasilianischer Fußballspieler
- Santos, Jorge José Emiliano dos (1954–1995), brasilianischer Fußballschiedsrichter
- Santos, José Carlos dos (1951–2002), brasilianischer Geistlicher, katholischer Weihbischof in Luziânia
- Santos, José Domingues dos (1885–1958), Premierminister von Portugal
- Santos, José dos (* 1945), portugiesischer Fußballschiedsrichter
- Santos, José Eduardo dos (1942–2022), angolanischer Politiker, Präsident von Angola (1979 bis 2017)
- Santos, José Filomeno dos (* 1978), angolanischer Geschäftsmann
- Santos, José Francisco Moreira dos (1928–2023), portugiesischer Geistlicher, Altbischof von Uije
- Santos, José Ilson dos (* 1975), brasilianischer Fußballspieler
- Santos, José Rodrigues dos (* 1964), portugiesischer Autor
- Santos, Juan Manuel (* 1951), kolumbianischer PräsidentJuan Manuel Santos (* 1951)

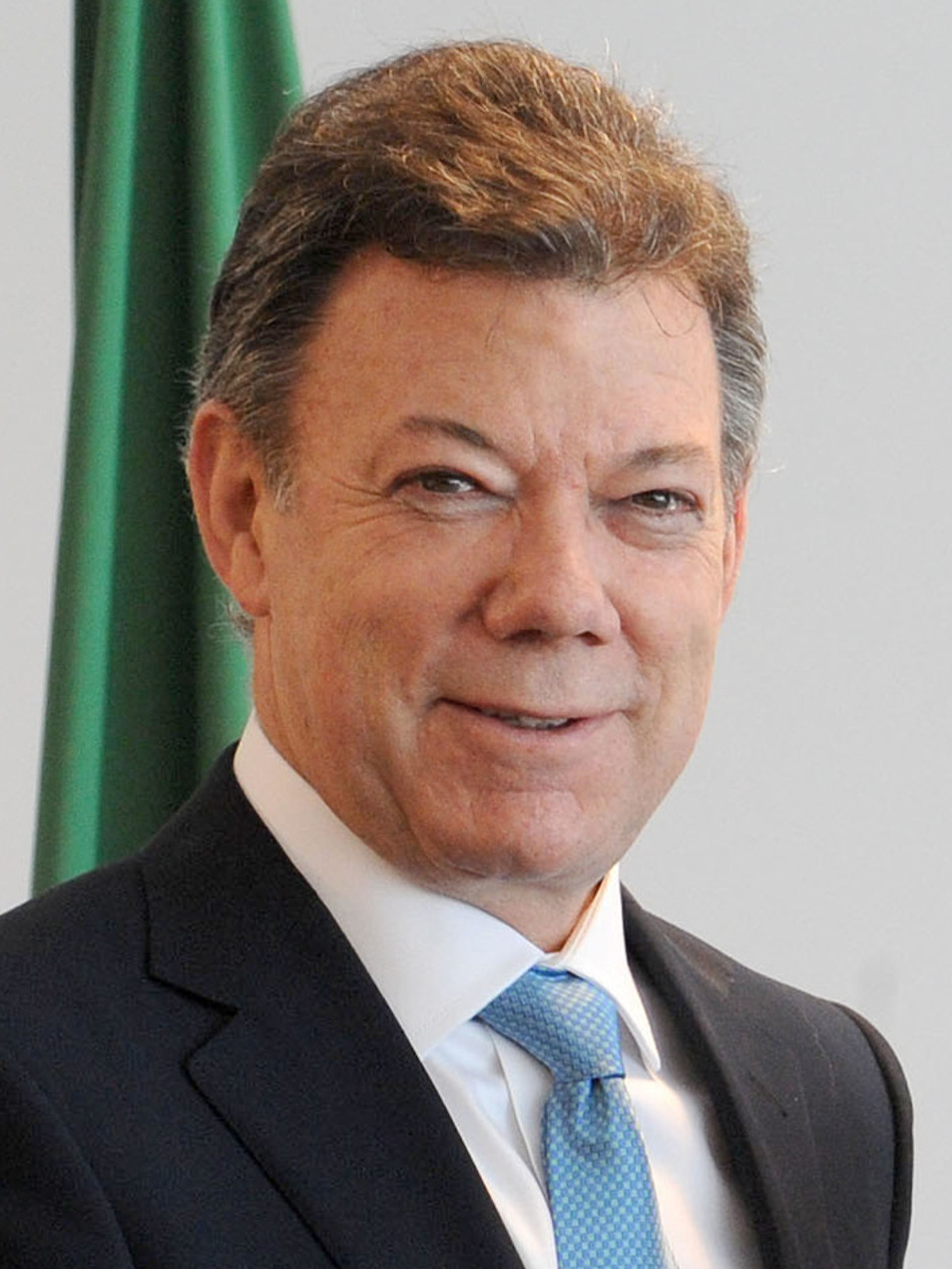
Juan Manuel Santos (* 1951)

- Santos, Juander (* 1995), dominikanischer Leichtathlet
- Santos, Juliana Paula dos (* 1983), brasilianische Mittel- und Langstreckenläuferin
- Santos, Julio dos (* 1983), paraguayischer Fußballspieler
- Santos, Juma (1947–2007), amerikanischer Perkussionist
- Santos, Junior dos (* 1984), brasilianischer Mixed-Martial-Arts-Kämpfer

###### Santos, K
- Santos, Kauã (* 2003), brasilianischer Fußballspieler
- Santos, Kelly (* 1979), brasilianische Basketballspielerin
- Santos, Kimberley (* 1961), US-amerikanische Schönheitskönigin

###### Santos, L
- Santos, Laurie R. (* 1975), US-amerikanische Kognitionswissenschaftlerin und Professorin für Psychologie
- Santos, Leandro (* 1971), brasilianischer Badmintonspieler
- Santos, Leândro Messias dos (* 1983), brasilianischer Fußballspieler
- Santos, Leicy (* 1996), kolumbianische Fußballspielerin
- Santos, Léo (* 1994), brasilianischer Fußballspieler
- Santos, Léo (* 1996), brasilianischer Fußballspieler
- Santos, Léo (* 1998), brasilianischer Fußballspieler
- Santos, Leonardo (* 2002), brasilianischer Mittelstreckenläufer
- Santos, Leonardo dos (* 1979), brasilianischer Volleyballspieler
- Santos, Leonel de los (* 1994), dominikanischer Boxer
- Santos, Letícia (* 1994), brasilianische Fußballspielerin
- Santos, Lidia (* 1948), brasilianische Literaturwissenschaftlerin
- Santos, Longuinhos dos (* 1974), osttimoresischer Politiker
- Santos, Luan (* 1999), brasilianischer Fußballspieler
- Santos, Luan Pereira dos (* 1991), brasilianischer Fußballspieler
- Santos, Lucas dos (* 1995), brasilianischer Weitspringer
- Santos, Lucélia (* 1957), brasilianische SchauspielerinLucélia Santos (* 1957)

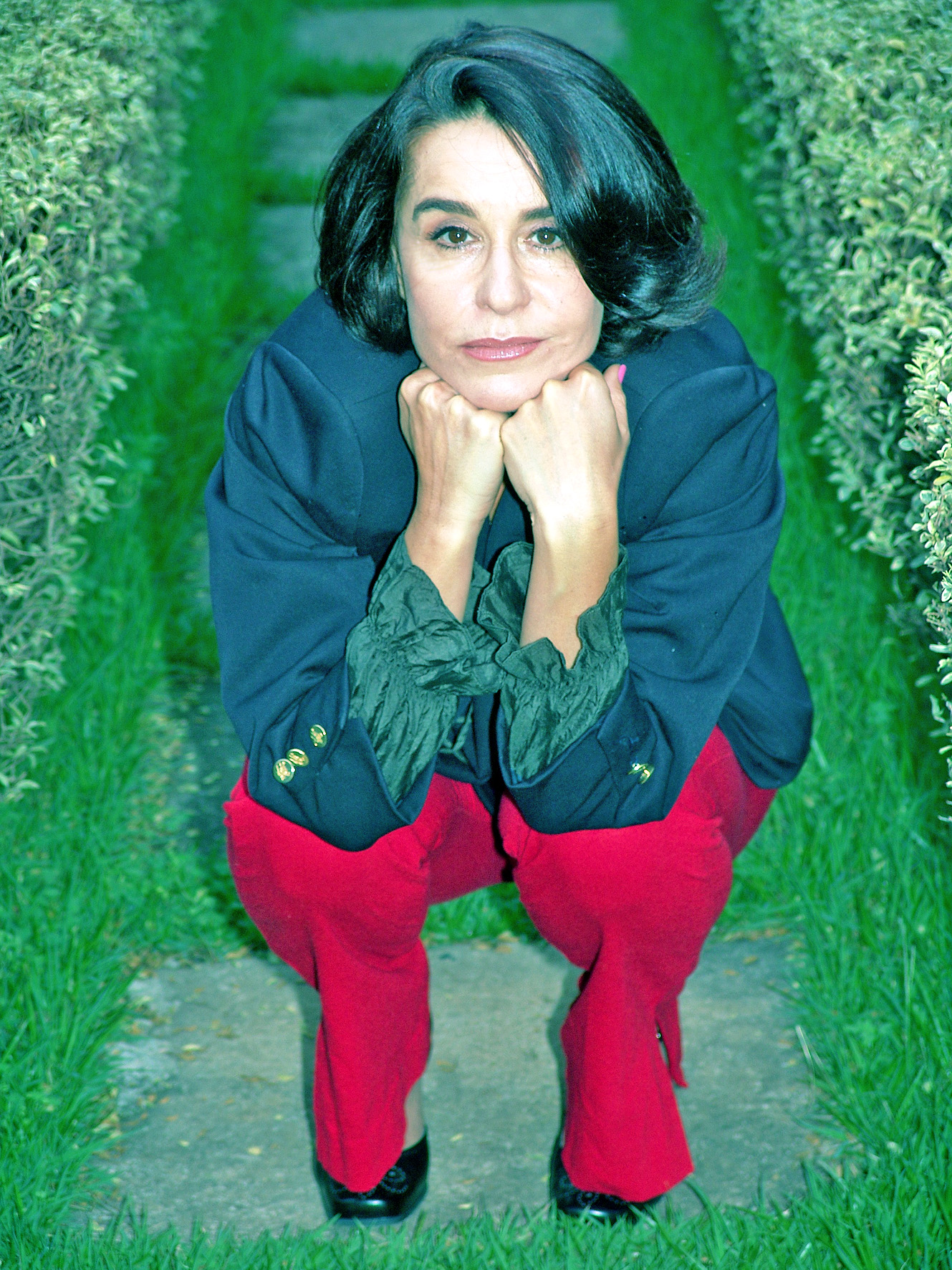
Lucélia Santos (* 1957)

- Santos, Lúcia dos (1907–2005), portugiesische Karmelitin
- Santos, Luciana (* 1965), brasilianische Politikerin
- Santos, Luciana dos (* 1970), brasilianische Leichtathletin
- Santos, Luguelín (* 1992), dominikanischer Leichtathlet
- Santos, Luis Ángel de los (1925–2010), uruguayischer Radrennfahrer
- Santos, Luís Antônio dos (1817–1891), brasilianischer Geistlicher, römisch-katholischer Erzbischof von São Salvador da Bahia
- Santos, Luís Cristóvão dos (1916–1997), brasilianischer Schriftsteller
- Santos, Luis M. De los (* 1993), uruguayischer Fußballspieler
- Santos, Luis Manuel Capoulas (* 1951), portugiesischer Politiker, MdEP
- Santos, Luís Otávio (* 1972), brasilianischer Violinist und Dirigent der historischen Aufführungspraxis
- Santos, Luíz Antônio dos (1964–2021), brasilianischer Marathonläufer
- Santos, Luiz Henrique de Souza (* 1982), portugiesisch-brasilianischer Fußballspieler
- Santos, Luíz Henrique Dias dos (* 1992), brasilianischer Badmintonspieler
- Santos, Lulu (* 1953), brasilianischer Sänger, Gitarrist und Komponist

###### Santos, M
- Santos, Maicon dos (* 1981), brasilianischer Fußballspieler
- Santos, Maik (* 1980), brasilianischer Handballspieler
- Santos, Maito (* 1992), japanischer Fußballspieler
- Santos, Manolo Alarcon de los (* 1947), philippinischer Geistlicher und emeritierter römisch-katholischer Bischof von Virac
- Santos, Manuel (* 2005), deutscher Schauspieler
- Santos, Manuel António Mendes dos (* 1960), portugiesischer Geistlicher und emeritierter Bischof von São Tomé und Príncipe
- Santos, Marcelino dos (1929–2020), mosambikanischer Politiker und Schriftsteller
- Santos, Márcio (* 1969), brasilianischer Fußballspieler
- Santos, Marclei (* 1989), brasilianischer Fußballspieler
- Santos, Marco Antonio dos (* 1966), brasilianischer Fußballspieler
- Santos, Marcos (* 2004), angolanischer Sprinter
- Santos, Marcos José dos (* 1974), brasilianischer Geistlicher und römisch-katholischer Bischof von Cornélio Procópio
- Santos, Mariléia dos (* 1963), brasilianische Fußballspielerin
- Santos, Marílson dos (* 1977), brasilianischer Langstreckenläufer
- Santos, Mário (1903–1990), brasilianischer Diplomat
- Santos, Mário Augusto (* 1936), brasilianischer Diplomat
- Santos, Marlene (* 1999), brasilianische Hürdenläuferin
- Santos, Marlon (* 1995), brasilianischer Fußballspieler
- Santos, Matías (* 1994), uruguayischer Fußballspieler
- Santos, Matías De los (* 1992), uruguayischer Fußballspieler
- Santos, Matthew (* 1982), US-amerikanischer Rock- und Folk-Sänger und Songwriter
- Santos, Mauro Aparecido dos (1954–2021), brasilianischer Geistlicher, römisch-katholischer Erzbischof von Cascavel
- Santos, Mauro dos (* 1989), argentinischer Fußballspieler
- Santos, Máximo (1847–1889), Präsident Uruguays
- Santos, Maxsuel dos (* 2001), brasilianischer Sprinter
- Santos, Mayara dos (* 1996), brasilianische Mittelstreckenläuferin
- Santos, Michael (* 1993), uruguayischer Fußballspieler
- Santos, Miguel de los (* 1973), spanischer Sportler
- Santos, Miguel Maia dos (1962–2021), osttimoresischer Hochschullehrer
- Santos, Milton (1926–2001), brasilianischer Geograph
- Santos, Mílton Antônio dos (* 1946), brasilianischer Ordensgeistlicher und römisch-katholischer Erzbischof von Cuiabá
- Santos, Moacir (1926–2006), brasilianischer Arrangeur, Songwriter, Filmkomponist, Sänger und Saxophonist

###### Santos, N
- Santos, Nelson (* 1968), osttimoresischer Diplomat
- Santos, Nelson dos (* 1952), brasilianischer Sprinter
- Santos, Nicholas (* 1980), brasilianischer Schwimmer
- Santos, Nico (* 1979), philippinischer Schauspieler
- Santos, Nico (* 1993), deutscher Singer-Songwriter und SchauspielerNico Santos (* 1993)

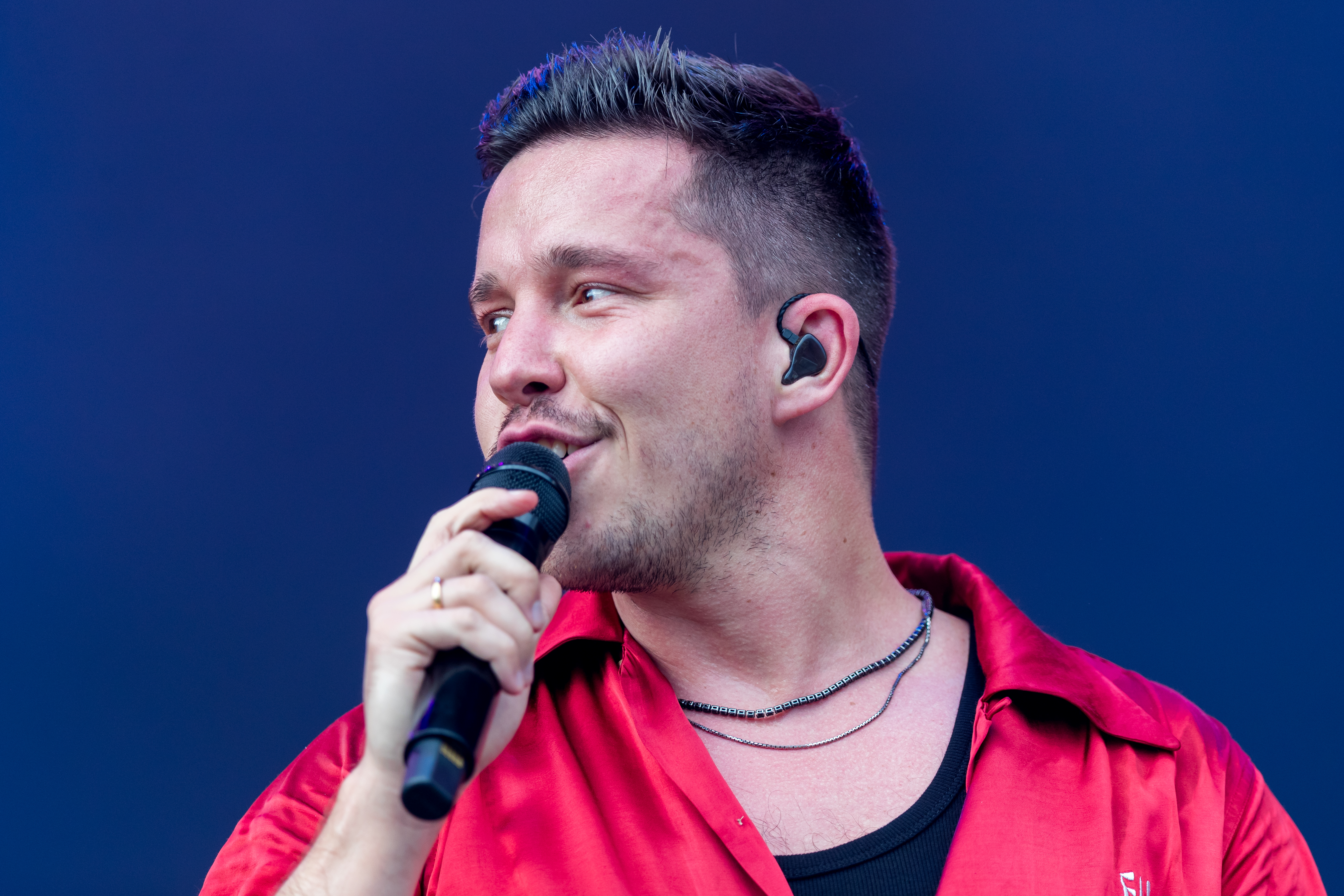
Nico Santos (* 1993)

- Santos, Nílton (1925–2013), brasilianischer Fußballspieler
- Santos, Norberta da Cruz dos (* 2001), osttimoresische Leichtathletin und Behindertensportlerin, Goldmedaillengewinnerin bei Special Olympics Word Games
- Santos, Nuno (* 1995), portugiesischer Fußballspieler

###### Santos, O
- Santos, Odair Miguel Gonsalves dos (* 1965), brasilianischer römisch-katholischer Ordensgeistlicher und Weihbischof in Porto Alegre
- Santos, Oelilton Araújo dos (* 1981), brasilianischer Fußballspieler
- Santos, Óscar de los (* 1962), uruguayischer Politiker
- Santos, Oséas Reis dos (* 1971), brasilianischer Fußballspieler
- Santos, Osmar dos (* 1968), brasilianischer Mittelstreckenläufer

###### Santos, P
- Santos, Pablo (1987–2006), mexikanischer Schauspieler und Produzent
- Santos, Paula Silva dos (* 1981), brasilianische Fußballspielerin
- Santos, Paulinho (* 1970), portugiesischer Fußballspieler
- Santos, Paulo (* 1972), portugiesischer Fußballtorhüter
- Santos, Paulo Pereira dos († 2022), osttimoresischer Komponist und Chorleiter
- Santos, Paulo Renato Rocha (* 1933), brasilianischer Diplomat
- Santos, Paulo Sérgio, brasilianischer Klarinettist
- Santos, Pedro (* 1988), portugiesischer Fußballspieler
- Santos, Pedro dos (1919–1993), brasilianischer Perkussionist und Komponist
- Santos, Pedro Nuno (* 1977), portugiesischer Politiker der PS sowie deren Generalsekretär

###### Santos, R
- Santos, Raul (* 1992), österreichischer Handballspieler
- Santos, Ravanelli Ferreira dos (* 1997), brasilianischer Fußballspieler
- Santos, Ray (1928–2019), US-amerikanischer Musiker (Arrangements) der Latin Musik; Musikproduzent
- Santos, Renan dos (* 1989), brasilianischer Fußballspieler
- Santos, Ricardo (* 1975), brasilianischer Beachvolleyballspieler
- Santos, Ricardo (* 1987), brasilianischer Fußballspieler
- Santos, Ricardo dos (1990–2015), brasilianischer Surfer
- Santos, Ricardo dos (* 1994), portugiesischer Sprinter
- Santos, Ricardo Serrão (* 1954), portugiesischer Meeresbiologe und Politiker, MdEP
- Santos, Roberta dos (* 1998), brasilianische Siebenkämpferin
- Santos, Rodrigo (* 1973), brasilianischer Manager
- Santos, Rolando (* 1949), philippinischer römisch-katholischer Ordensgeistlicher, Bischof von Alotau-Sideia
- Santos, Romeo (* 1981), US-amerikanischer Latin-Pop-SängerRomeo Santos (* 1981)

Romeo Santos (* 1981)

- Santos, Rosalina (* 1998), portugiesische Sprinterin
- Santos, Rosângela (* 1990), brasilianische Sprinterin
- Santos, Rufino Jiao (1908–1973), philippinischer Geistlicher, Kardinal und Erzbischof von Manila
- Santos, Rui (* 1967), portugiesischer Bogenschütze
- Santos, Rui Pereira dos (* 1969), osttimoresischer Jurist und Menschenrechtler
- Santos, Rui Quartin, portugiesischer Diplomat
- Santos, Ruperto Cruz (* 1957), philippinischer Geistlicher, römisch-katholischer Bischof von Antipolo

###### Santos, S
- Santos, Sandro Cardoso dos (* 1980), brasilianischer Fußballspieler
- Santos, Sérgio, brasilianischer Sambasänger, Gitarrist und Komponist
- Santos, Sérgio (* 1975), brasilianischer Volleyballspieler
- Santos, Sergio (* 1994), brasilianischer Fußballspieler
- Santos, Sergio (* 2001), spanischer Fußballspieler
- Santos, Sidney Cristiano dos (* 1981), türkisch-brasilianischer Fußballspieler
- Santos, Silvio (1930–2024), brasilianischer MedienunternehmerSilvio Santos (1930–2024)

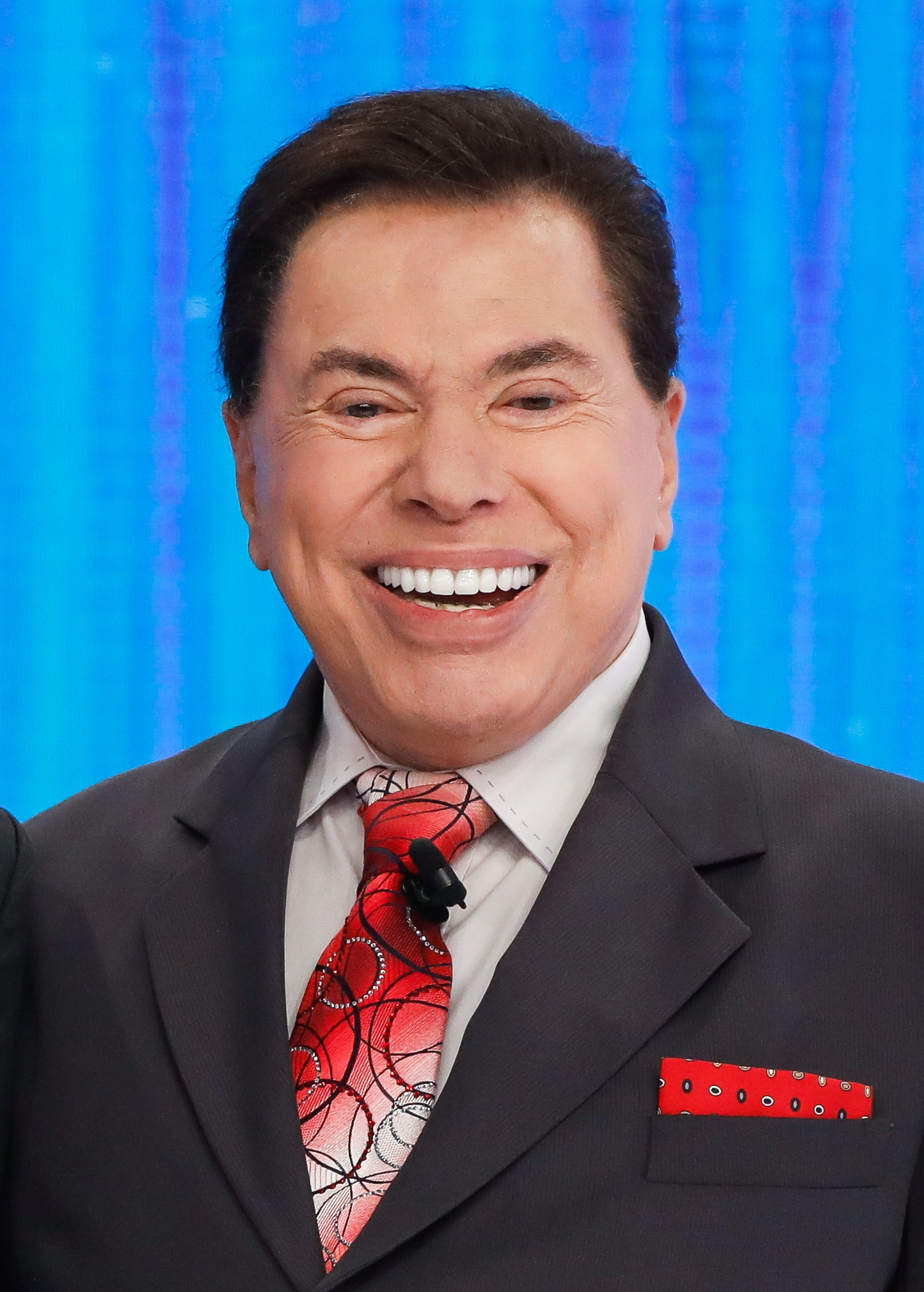
Silvio Santos (1930–2024)

- Santos, Sisto dos (1979–2023), osttimoresischer Menschenrechtsaktivist
- Santos, Stella Piteira (1917–2009), portugiesische Kommunistin
- Santos, Susana (* 1992), portugiesische Langstreckenläuferin

###### Santos, T
- Santos, Telma (* 1983), portugiesische Badmintonspielerin
- Santos, Theotônio dos (1936–2018), brasilianischer Soziologe und Wirtschaftswissenschaftler
- Santos, Thiago (* 1989), brasilianischer Fußballspieler
- Santos, Thiago Ornelas dos (* 2004), brasilianischer Hürdenläufer
- Santos, Thomas (* 1998), dänischer Fußballspieler
- Santos, Tiago (* 2002), portugiesischer Fußballspieler
- Santos, Turibio (* 1943), brasilianischer Gitarrist

###### Santos, U
- Santos, Ulisses dos (1929–2021), brasilianischer Leichtathlet

###### Santos, V
- Santos, Vera (* 1981), portugiesische Leichtathletin
- Santos, Victor (* 1997), brasilianischer Skilangläufer
- Santos, Vinícius (* 1990), brasilianischer Fußballspieler
- Santos, Vital dos (* 1965), osttimoresischer Politiker
- Santos, Vitor Hugo dos (* 1996), brasilianischer Leichtathlet

###### Santos, W
- Santos, Walter (* 1982), brasilianischer Judoka
- Santos, Wanda dos (1932–2025), brasilianische Leichtathletin
- Santos, Warley do Silva (* 1979), brasilianischer Fußballspieler und -trainer
- Santos, Washington César (1960–2014), brasilianischer Fußballspieler
- Santos, Wellington Rocha dos (* 1990), brasilianischer Fußballspieler
- Santos, Welwitschia dos (* 1978), angolanische Unternehmerin und Politikerin
- Santos, Wladimir Rodrigues dos (* 1954), brasilianischer Fußballspieler

###### Santos, Y
- Santos, Yogan (* 1985), gibraltarischer Fußballspieler

##### Santos-

###### Santos-G
- Santos-Griswold, Kristen (* 1994), US-amerikanische Shorttrackerin

###### Santos-N
- Santos-Neves, Carlos Augusto Rego (* 1944), brasilianischer Diplomat

###### Santos-W
- Santos-Wintz, Catarina dos (* 1994), deutsche Politikerin (CDU)

##### Santosa
- Santosa, Uun (* 1955), niederländischer Badmintonspieler
- Santosa, Yuliani (* 1971), indonesische Badmintonspielerin

##### Santoso
- Santoso, Aboeprijadi, niederländisch-indonesischer Journalist
- Santoso, Budi (* 1975), indonesischer Badmintonspieler
- Santoso, Claudia Emmanuela (* 2000), indonesisch-deutsche Sängerin und Gewinnerin der neunten Staffel der Castingshow The Voice of Germany im Jahr 2019
- Santoso, Mona (* 1982), US-amerikanische Badmintonspielerin indonesischer Herkunft
- Santoso, Simon (* 1985), indonesischer Badmintonspieler

#### Santoy
- Santoyo, Héctor (1954–2021), mexikanischer Fußballspieler auf der Position eines Verteidigers

### Santr
- Santra, römischer Gelehrter und Dramatiker
- Santrač, Slobodan (1946–2016), jugoslawischer Fußballspieler und serbischer Fußballtrainer
- Santrau, Lisa (* 1987), deutsche Illustratorin und Autorin
- Santritter, Johannes, Person des venezianischen Buchwesens

### Sants
- Santschi Kallay, Mascha (* 1980), Schweizer Rechtsanwältin
- Santschi, Felix (1872–1940), Schweizer Entomologe

### Santt
- Santtana, Lucas (* 1970), brasilianischer Musiker

### Santu
- Santucci, Antonio († 1613), italienischer Astronom
- Santucci, Antonio (1928–2018), italienischer Geistlicher, römisch-katholischer Bischof von Trivento
- Santucci, Cicci (* 1939), italienischer Jazzmusiker (Trompete, Flügelhorn, Komposition)
- Santucci, Ercole, italienischer Tänzer und Tanzmeister
- Santucci, Giovanni (* 1949), italienischer Geistlicher, emeritierter römisch-katholischer Bischof von Massa Carrara-Pontremoli
- Santucci, John (1940–2004), US-amerikanischer Filmschauspieler
- Santucci, Luigi (1918–1999), italienischer Schriftsteller und Hochschullehrer
- Santuccio, Alberta (* 1994), italienische Degenfechterin
- Santuccione Chadha, Antonella (* 1974), italienische Ärztin und Neurowissenschaftlerin
- Santucho, Carlos (* 1985), uruguayischer Fußballspieler
- Santullo, Fernando (* 1968), uruguayischer Musiker
- Santurio, Maicol (* 1993), uruguayischer Fußballspieler
- Santurjan, Husik (1920–2011), armenischer Geistlicher
- Santus, Fabio (* 1976), italienischer Skilangläufer

### Santv
- Santvoort, Dirck Dircksz (* 1610), niederländischer Maler
- Santvoort, Melchior van († 1641), niederländischer Kaufmann in Japan

### Santy
- Santy, Alain (* 1949), französischer Radrennfahrer
- Santysiak, Henryk (* 1957), polnischer Radrennfahrer